# Nicolas de Myre
Pour les articles homonymes, voir Nicolas et Myre.
Nicolas de Myre ou Nicolas de Bari, communément connu sous le nom de saint Nicolas, est un Grec né à Patare en Lycie vers 270 et mort à Myre en 343. Évêque de Myre en Lycie, il a probablement participé au premier concile de Nicée au cours duquel il combattit l'arianisme.
Son culte est attesté depuis le VIe siècle en Orient et s'est répandu en Occident depuis l'Italie à partir du XIe siècle. Canonisé, il a été proclamé protecteur de nombreuses nations et de nombreux corps de métiers ; c'est un personnage populaire de l'hagiographie chrétienne et il est l'un des saints les plus vénérés de l'Église orthodoxe, réputé, entre autres, pour ses nombreux miracles.
La Saint-Nicolas est célébrée traditionnellement le 6 décembre, principalement dans plusieurs pays européens au Nord et à l'Est de la France (notamment la Belgique, le Luxembourg, les Pays-Bas et l'Allemagne), l'Est de la France (surtout en Lorraine et en Alsace, voire en Savoie) et en Suisse « où Nicolas de Myre distribue des cadeaux à tous les enfants sages ». Saint Nicolas est également fêté en Autriche, en Aquitaine, en Espagne et en Italie.

## Personnage historique

### Vie

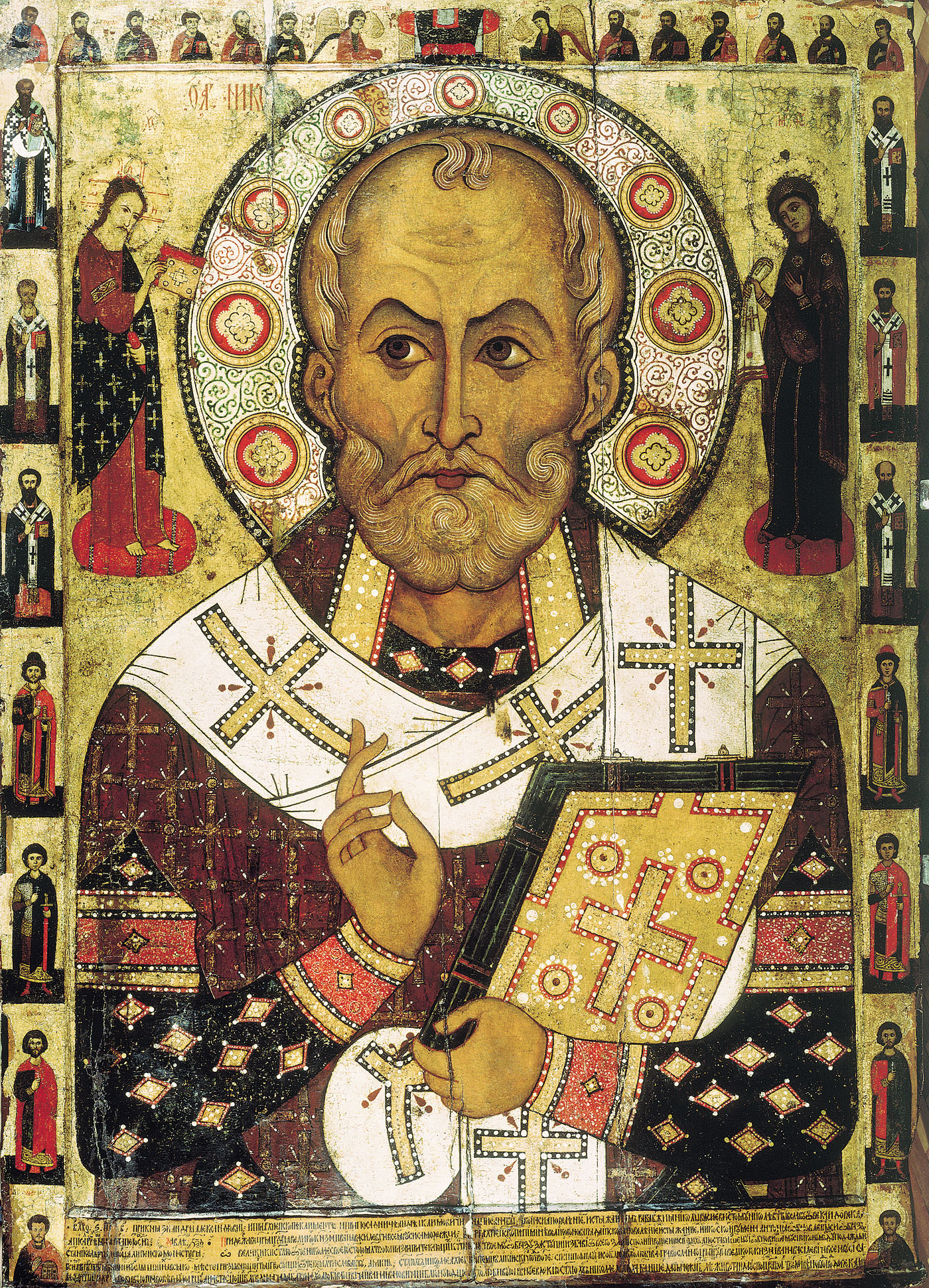
Nicolas Lipenski, Nicolas de Myre (icône russe, dans l'église de Saint-Nicolas, à Novgorod, en Russie).

Concernant la vie du personnage historique, il y a peu de faits documentés. Sa vie est relatée dans plusieurs vitae dont l'exactitude est douteuse aux yeux des historiens. Les rapports sur la vie de Nicolas proviennent notamment d'André de Crète (720), d'un moine Jean du monastère du Stoudion à Constantinople, et de compilations byzantines, notamment la Vita per Michaelem de Michel l'Archimandrite au IXe siècle,. Sa légende est compilée au Xe siècle par Syméon Métaphraste et transcrite en latin par les hagiographes médiévaux (Speculum historiale de Vincent de Beauvais, Vie de saint Nicolas de Wace, La Légende dorée de Jacques de Voragine), qui amplifient ses prodiges.
Selon les hagiographies, qui tendent à se confondre avec celles de son homonyme du VIe siècle Nicolas de Sion, Nicolas naît à Patare, en Lycie, aux alentours des années 270 au sein d'une riche famille chrétienne. Ses parents, Epiphanios (Ἐπιφάνιος), Grec d'origine, et Ioanna (Ἰωάννα), meurent, toujours selon la tradition, lors d'une épidémie de peste. Il est ordonné prêtre et abbé de Sion (près de Myre) par son oncle Nicolas, évêque de Myre.
Selon la tradition, le successeur de son oncle venant à mourir, il est désigné évêque de Myre par la vox populi autour de l'an 300.
Au cours de la persécution de 303 des chrétiens par les édits de Dioclétien , il serait arrêté et torturé, bien que Constance Chlore n'applique quasiment pas ces édits de répression des chrétiens en Orient. Il aurait distribué aux pauvres de la ville la richesse dont il a hérité. Ce fait étant rapporté par les évêques du IVe siècle Ambroise de Milan et saint Basile de Césarée, par des auteurs chrétiens au temps d'un christianisme triomphant, ne peut être considéré comme un fait historique. D'ailleurs, diverses légendes se sont développées autour de cet épisode.
Saint André de Crète et le moine Ioannis du monastère du Stoudion rapportent que Nicolas participe au concile de Nicée (325) et gifle son adversaire Arius. Pour cette raison, il est arrêté, avant d'être réhabilité à la fin du conseil. Nicolas n'est pas dans la liste des signataires de Nicée, mais cette liste est incomplète. Selon André de Crète, Nicolas a convaincu l'évêque Théognios de Nicée de la justesse du point de vue nicéen contre Arius. Or l'évêque Théognios appartient aux signataires historiquement documentés. Nicolas se distingue par sa lutte contre l'arianisme.
Un an avant sa mort, il s'affirme comme l’apôtre d'une persécution systématique de toutes les autres religions en présidant à la démolition d'un chef-d’œuvre de l'Antiquité, à savoir le temple d'Artémis de Myre.

### Reliques

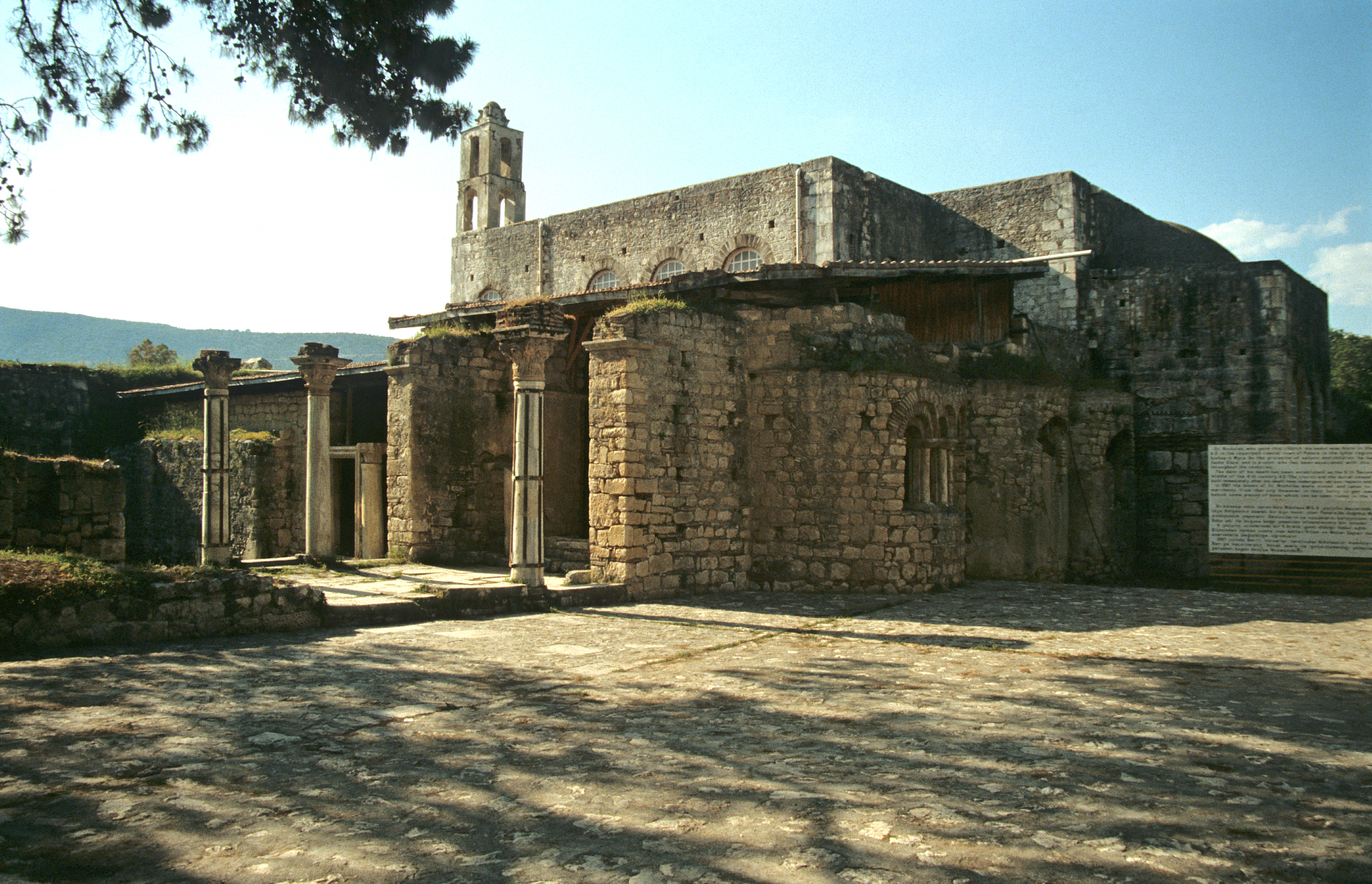
L'église antique Saint-Nicolas de Myre.

Son tombeau, placé dans l'absidiole d'un martyrium à Myre, attire de nombreux pèlerins, mais est menacé par les raids des Sarrasins depuis le XIe siècle.
Ses ossements sont conservés dans l'église Saint-Nicolas de Myre jusqu'en 1087. Selon la légende, ils ont la particularité de suinter une huile parfumée et ce baume est connu dans toute l'Europe du Moyen Âge. La défaite de l’armée byzantine en 1071 à la bataille de Manzikert livre l'Anatolie aux Turcs, ce qui décide plusieurs villes italiennes marchandes, dont Nicolas est le saint patron, à récupérer ses reliques. Le moine bénédictin Nicéphore et l'archidiacre Jean de Bari, qui relatent cette translatio, justifient le vol par la volonté d'assurer la sécurité des reliques et d'accroître leur vénération en les amenant en Italie. Soixante-deux marins venus de Bari, gagnant de vitesse les navires vénitiens, volent et ramènent ses reliques supposées le 9 mai 1087 à Bari. Certains auteurs prétendent qu'ils se sont trompés de reliques. La basilique San Nicola de Bari est construite à son intention entre 1089 et 1197.

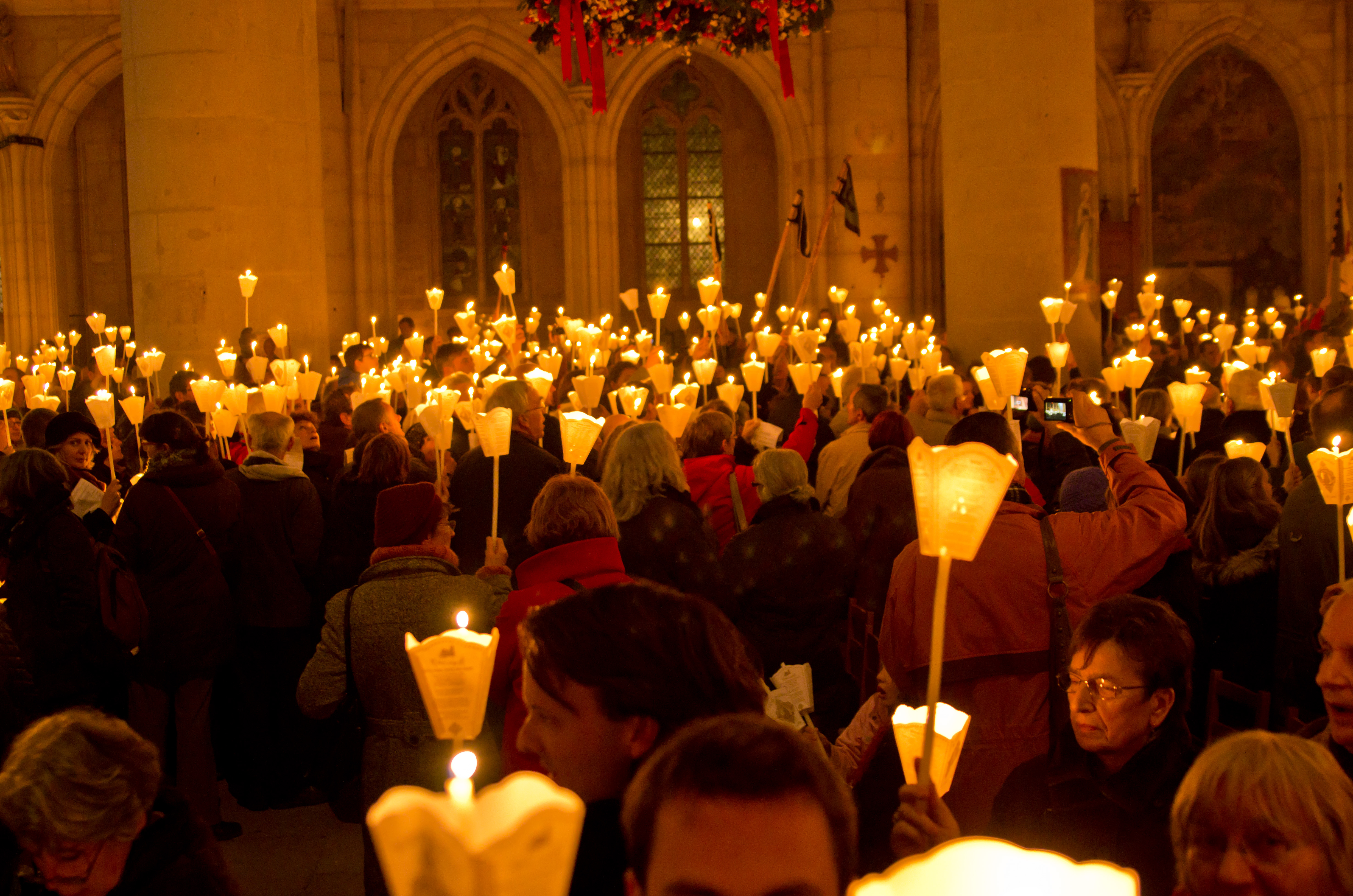
Procession de la Saint Nicolas en la basilique de Saint-Nicolas-de-Port.

En 1098, selon la tradition rapportée par un marin qui a participé à la translation des restes, le chevalier lorrain Aubert de Varangéville y aurait volé une phalange et l'aurait rapportée en Lorraine, où elle devient l'objet du pèlerinage de Saint-Nicolas, avec la traditionnelle procession à Saint-Nicolas-de-Port.
Quelques fragments de la relique (dont un humérus) sont également cédés à la cathédrale Saint-Nicolas de Fribourg en Suisse durant la Renaissance. En effet, vers 1420, l'abbé Pierre d'Affry obtient l'autorisation d'emporter quelques fragments du saint à l'abbaye cistercienne d'Hauterive. L'église de Fribourg, pour obtenir le transfert de ces précieuses reliques, dut demander l'aide de l'avoyer et du conseil de la ville. « Ils eurent recours à l'autorité du pape Jules II ». Une bulle pontificale du 2 juillet 1505 accordait ces reliques à Fribourg. Le transfert se fit le 9 mai 1506.
L'église Notre-Dame-à-la-Croix de Croix-lez-Rouveroy, en Belgique, possède également une relique attestée par un document officiel reposant dans les archives de la fabrique, ainsi qu'une statue en bois polychrome. La même église de Croix-lez-Rouveroy possède également une bannière de la jeunesse locale à l'effigie de saint Nicolas.
En 1429, avant de quitter son pays pour rejoindre la France, Jeanne d'Arc vient se recueillir devant la relique du saint.
Le 13 octobre 2022 est annoncée la découverte de son sarcophage dans une niche latérale de l'église originelle de Saint-Nicolas de Myre, en Turquie.

## Dans la culture religieuse
Il est difficile de retrouver les traces les plus anciennes du culte de saint Nicolas en raison de la Querelle des Images qui a fait disparaître la quasi-totalité des représentations imagées des saints datant d'avant le VIIIe siècle. On sait cependant que le saint bénéficie très tôt d'une grande popularité ; cela est notamment visible dès le IXe siècle par son omniprésence dans l'iconographie des églises d'Orient. Il est notamment vénéré dès cette époque chez les chrétiens de rite byzantin : ceux d'Anatolie, de Chypre, de Crète, de Grèce continentale, des Balkans ainsi que des pays moldo-valaques, transylvains, marmatiens, ruthènes et russes, où il bénéficie d'une slava très importante. Son culte se développe aussi en Europe occidentale après l'arrivée de ses reliques à Bari en 1087.

### Hagiographie

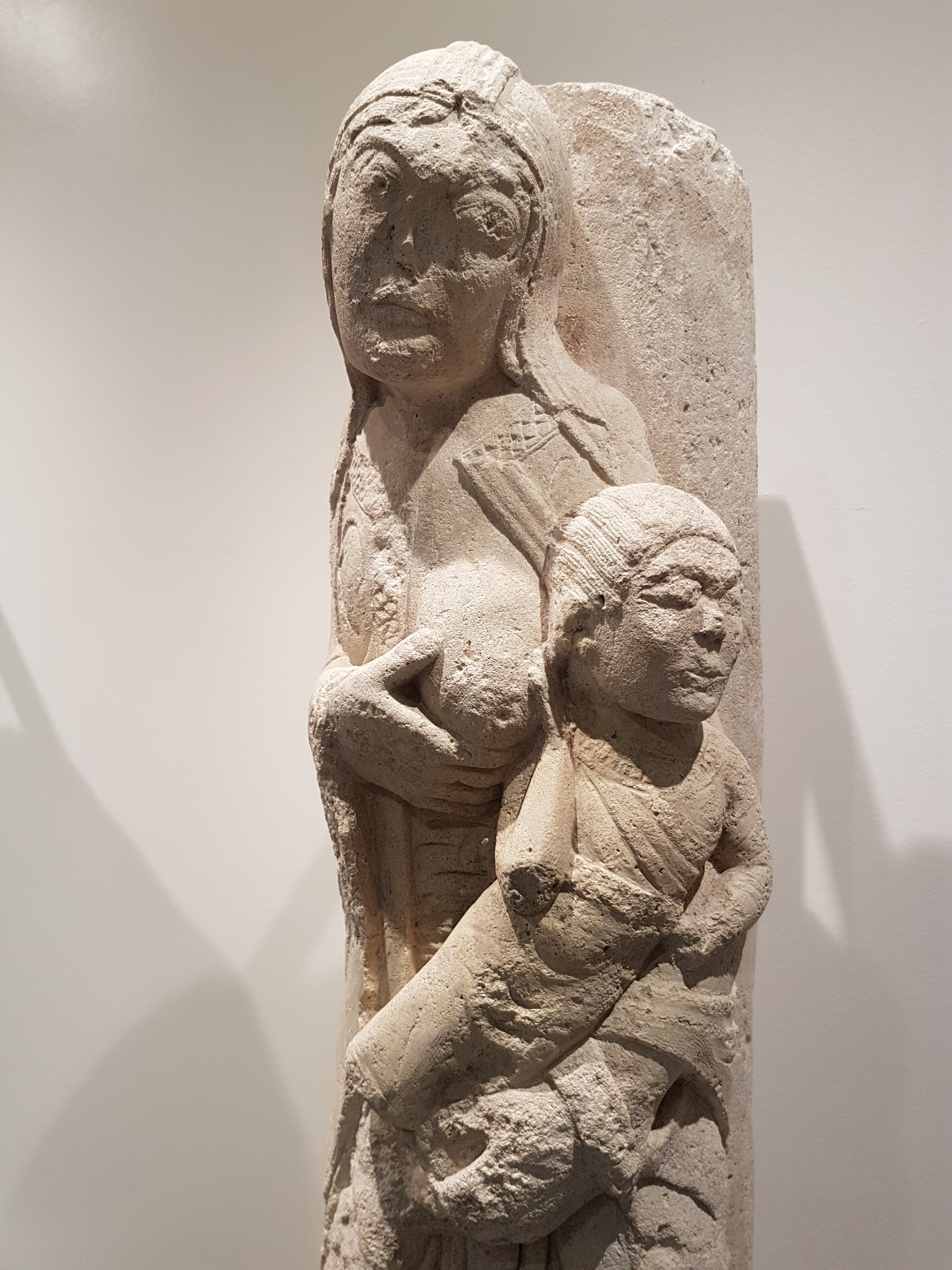
Le Jeûne de Saint-Nicolas (vers 1140-1150, musée de Saint-Maur).

#### Naissance
Selon la légende et contrairement à l'usage du temps, Nicolas aurait reçu très jeune le baptême et se serait tenu tout seul debout en signe de respect, bien droit sur ses jambes, pour être baptisé : ce fut le tout premier miracle, ce qui est peu crédible à une époque à laquelle seuls les adultes, souvent âgés étaient baptisés. Il est rapporté par les source chrétiennes qu'il se met alors à jeûner en refusant de téter aux jours prescrits par l’Église (mercredi et vendredi).

#### Éducation
En plus de ses parents, c'est un oncle, évêque de Myre, qui s'occupe aussi de son instruction.
 À la mort de ses parents (décès dus à la peste), il hérite de leur fortune.

#### Miracle des trois vierges
Nicolas avait pour voisin un homme qui, ruiné, ne pouvait marier ses trois filles faute de dot. Ce dernier se résignait à l'idée de les prostituer afin de récolter l'argent nécessaire à leurs subsistances. Nicolas décida, en secret, de donner trois bourses pleines d'or à ces jeunes femmes. Se plaçant de nuit sous les fenêtres du désespéré, il lança à l'intérieur de la maison trois bourses contenant l'argent nécessaire pour préserver la dignité des trois sœurs.
Cette légende chrétienne est rapportée dans le livre la Légende Dorée de Jacques de Voragine.

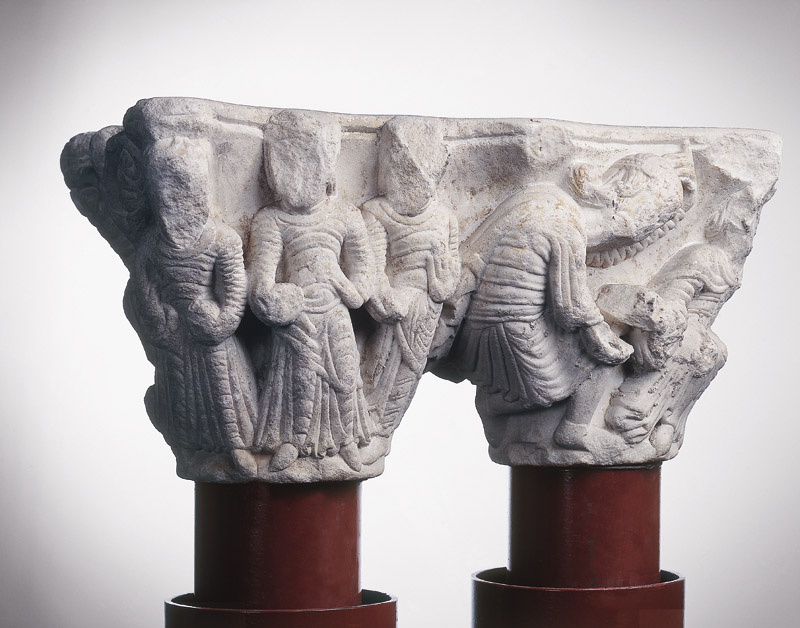
La dotation des trois jeunes filles, chapiteau de l'abbaye Saint-Paul du XIIe siècle conservé au musée des Augustins de Toulouse.
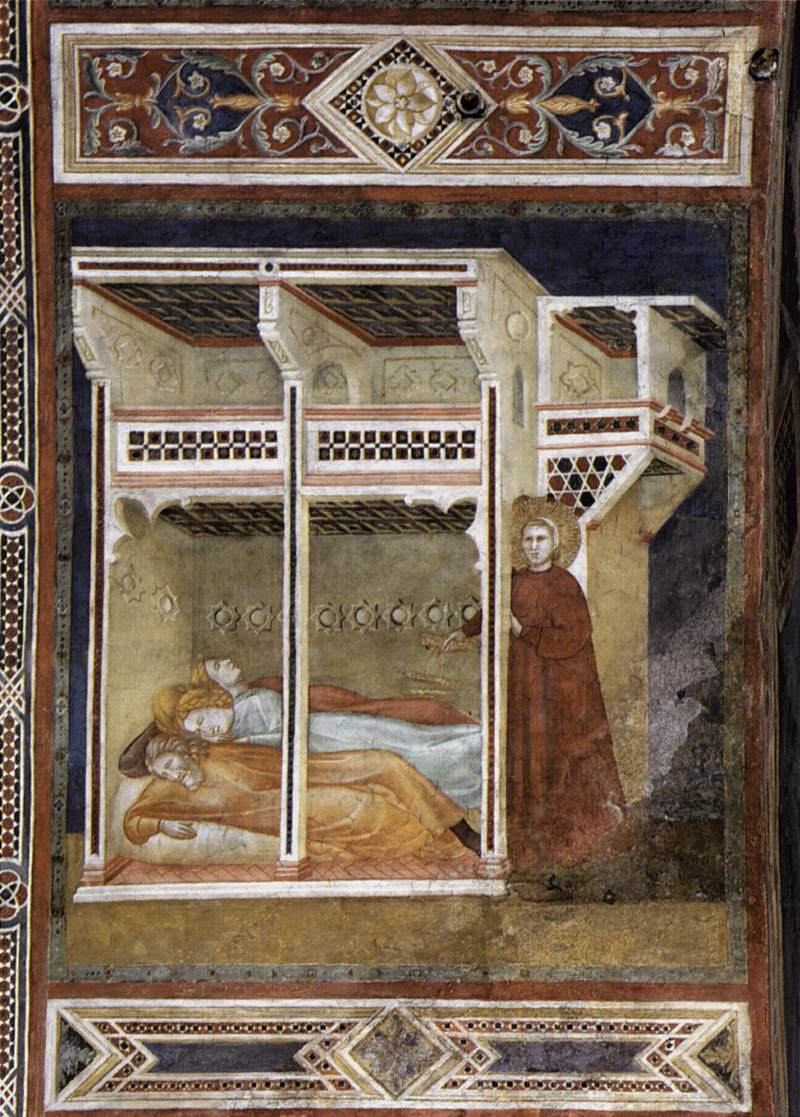
Saint Nicolas jetant l'or aux trois filles pauvres, Palmerino di Guido, 1300.

#### Nicolas nommé archevêque de Myre
La mort de l'évêque de Myre pousse les évêques de la province à lui donner un successeur. Une nuit, pendant qu'ils sont en prière, la voix de Dieu leur enjoint de nommer Nicolas archevêque. Le lendemain matin, les évêques attendent Nicolas sur le seuil de l'église, l'appellent par son nom et veulent lui poser, malgré son humilité, la mitre sur la tête. Nicolas se récuse mais, dit la légende, les enfants se seraient mis à crier « Nicolas, évêque ». Le jeune homme accepta l'honneur qui lui était fait.

#### Nicolas et les persécutions

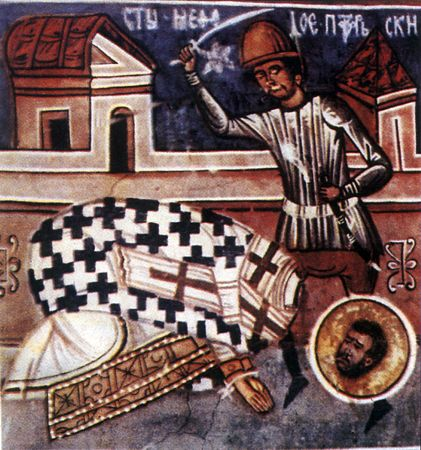
Martyre de l'évêque Méthode.

Après une longue période de paix, les persécutions viennent s'abattre sur les chrétiens. Les empereurs romains interdisent les assemblées de fidèles, ordonnent la destruction des églises et des livres saints et condamnent à l'exil, l'emprisonnement ou la mort ceux qui n'abjurent pas leur foi. L'évêque Méthode de Patare est mis à mort. Nicolas connaît la prison, la torture. Il n'est délivré que par l'arrivée au pouvoir de Constantin Ier qui, en 313, par l'Édit de Milan, légalise le christianisme dans l'Empire romain.

#### Nicolas et le concile de Nicée
Un prêtre du nom d'Arius soutient que le Christ n'est pas Dieu comme son Père. Nicolas, appelé au concile de Nicée, défend avec virulence la divinité de Jésus-Christ et le dogme de la Sainte Trinité. Il s'emporte tellement qu'il frappe Arius. Outrés de ce geste, les Pères du Concile dépouillent de ses insignes de fonction Nicolas et le font conduire en prison. Mais le Christ et la Vierge seraient apparus à leur serviteur, lui rendant le pallium, le livre des Évangiles et lui ouvrant la porte de sa prison.
Pour défendre sa foi, Nicolas s'attaque également aux dieux païens. Il parvient à convaincre ses fidèles de s'attaquer au temple de Diane. Il fait bâtir des églises et des autels aux martyrs sur les ruines des anciens temples.

#### Miracle des blés
Pour sauver les populations de Myre de la famine, Nicolas se rend dans un port voisin, apprenant que des bateaux s'y sont arrêtés pour échapper à une tempête. Il parvient à convaincre les armateurs de décharger un peu de leurs précieux grains en échange de la promesse que chacun des bateaux arrivera à bon port. À l'arrivée des bateaux à Constantinople, on mesura le blé et il y en eut la même quantité qu'au départ. Émerveillés, les matelots racontent le prodige.

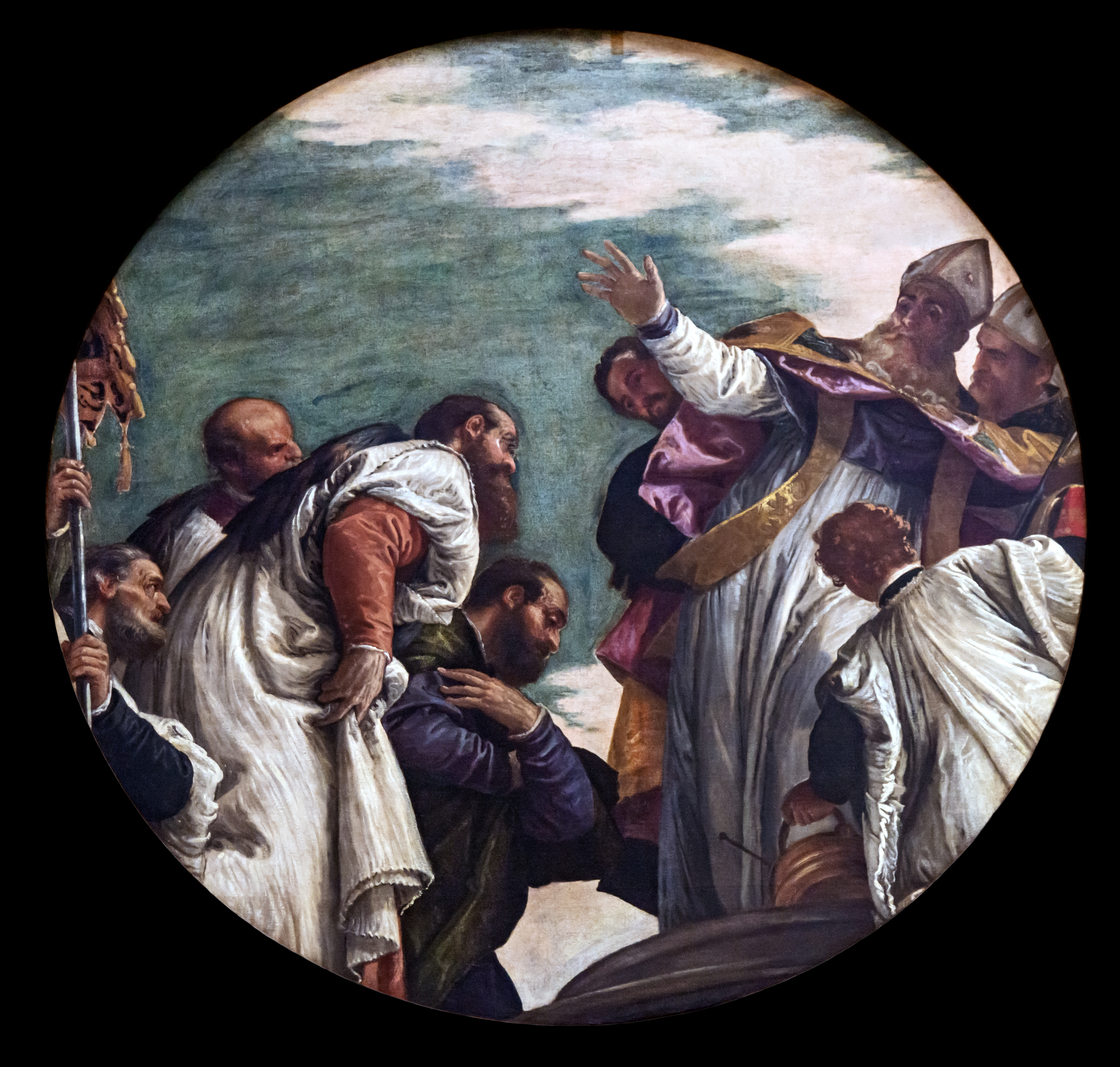
Saint Nicolas nommé évêque de Myre, peinture réalisée entre 1580 et 1582 par Paolo Veronese et conservée aux Gallerie dell'Accademia de Venise.
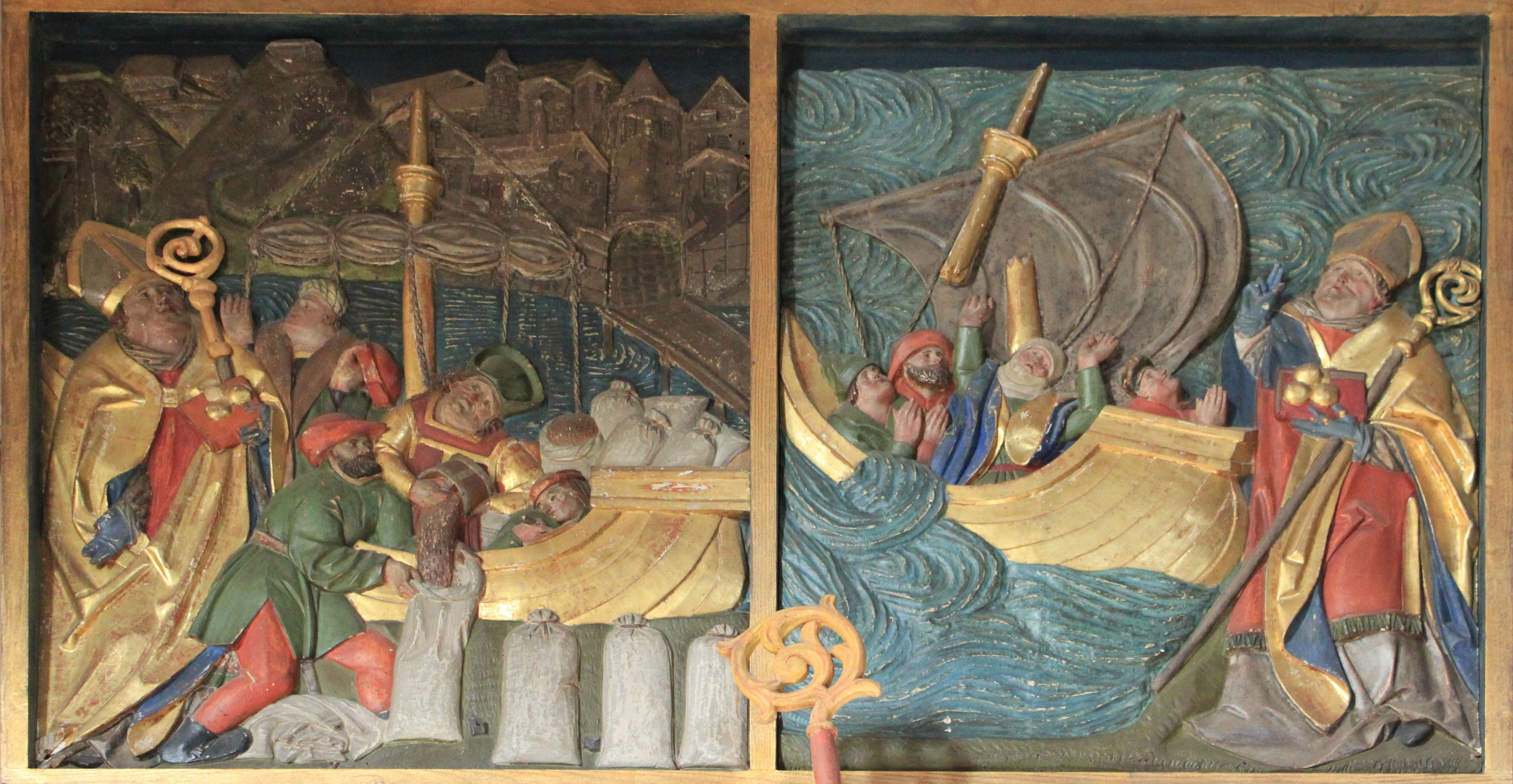
Saint Nicolas et le chargement de grain ; Saint Nicolas et le miracle de la tempête. Bas-relief de l'église Saint-Nicolas de Lesachtal, en Autriche.

#### Sauvetage de matelots
Des matelots sur le point de mourir lors d'une tempête sur la côte de Lycie font appel à Nicolas pour venir à leur secours. L'évêque apparaît alors sur le navire. Il les rassure et les exhorte au courage. Lui-même aide à la manœuvre des voiles et s'empare du gouvernail. Il les conduit ainsi au port et disparaît sous leurs yeux. Les matelots s'empressent alors de se rendre à Myre, y reconnaissent leur sauveur au milieu de ses clercs et tombent à ses genoux.

#### Sauvetage de trois officiers

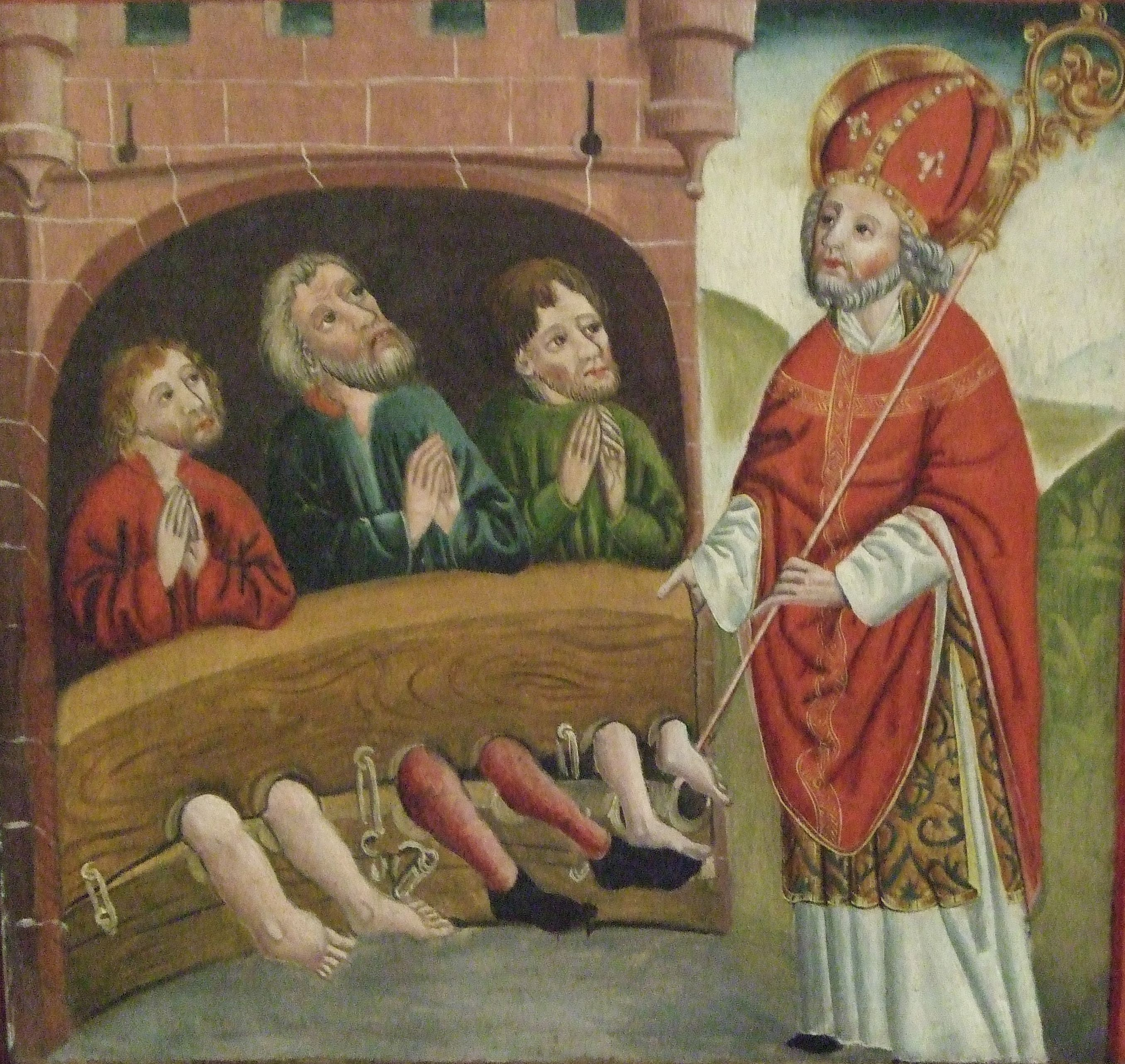
Saint Nicolas et les trois officiers. Peinture de 1485, église Sainte-Marie de Mühlhausen, Allemagne.
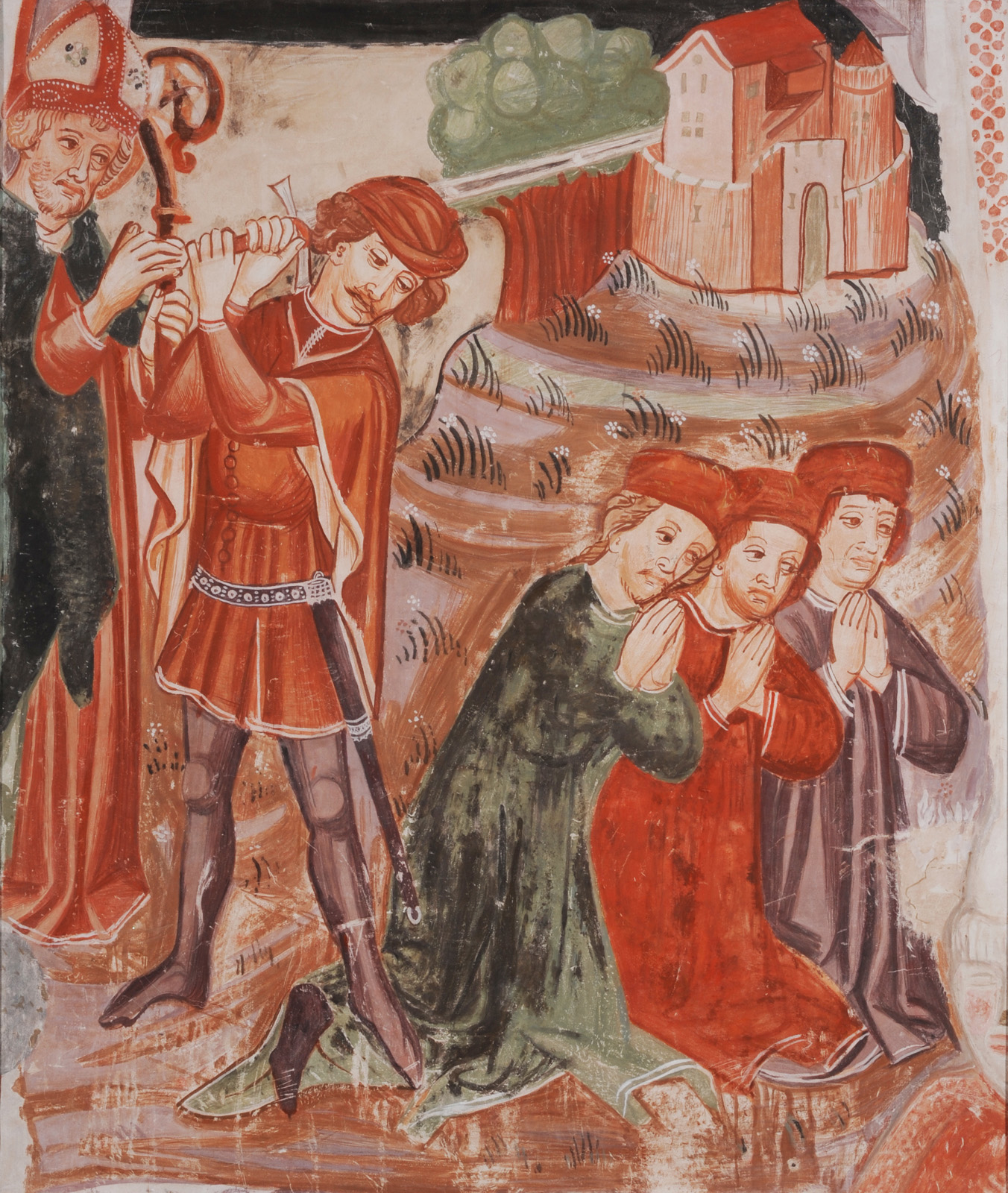
Saint Nicolas arrêtant le bourreau. Peinture de 1443 par Janez Ljubljanski conservée à la galerie nationale de Slovénie.
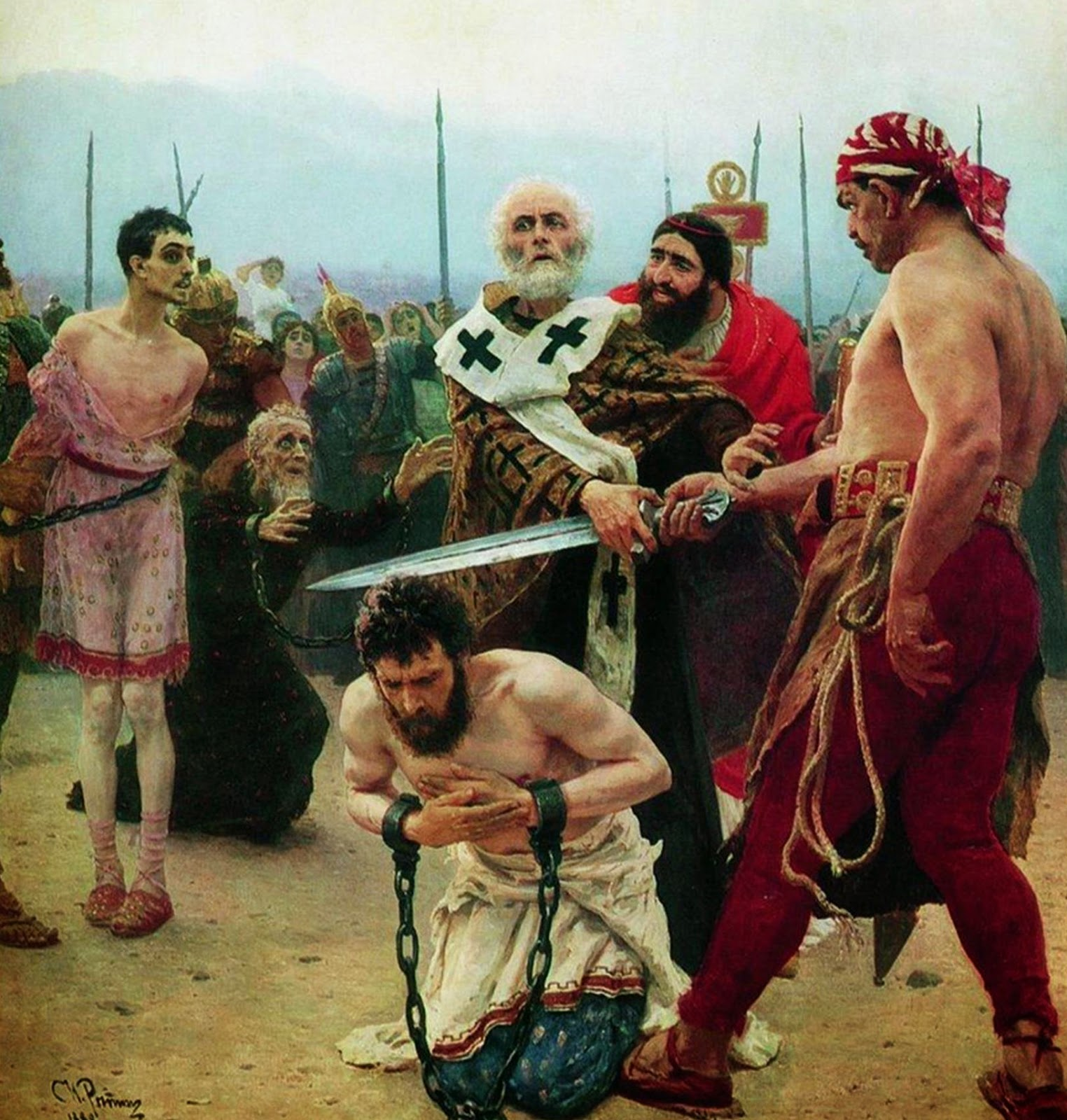
Saint Nicolas arrêtant le bourreau. Peinture de 1888 par Ilia Répine conservée au musée Russe.

Trois officiers de Constantin Ier mènent une mission en Phrygie. À leur retour à Constantinople, ces officiers, d'abord comblés d'honneurs, se voient accusés d'un complot contre la vie du souverain. Ils sont emprisonnés et condamnés à mort. Le préfet du palais, acheté par des collègues jaloux, veille à ce que l'on ne croie pas en leur innocence. La pensée des malheureux se tourne vers l'évêque de Myre. Cette nuit-là, l'empereur et son préfet voient en songe saint Nicolas qui leur ordonne de relâcher les officiers calomniés, faute de quoi de terribles châtiments les attendraient. L'innocence des condamnés éclate aux yeux de Constantin qui, leur rendant leur liberté, les envoie à Myre avec des présents et une lettre demandant à Nicolas ses prières et son pardon.

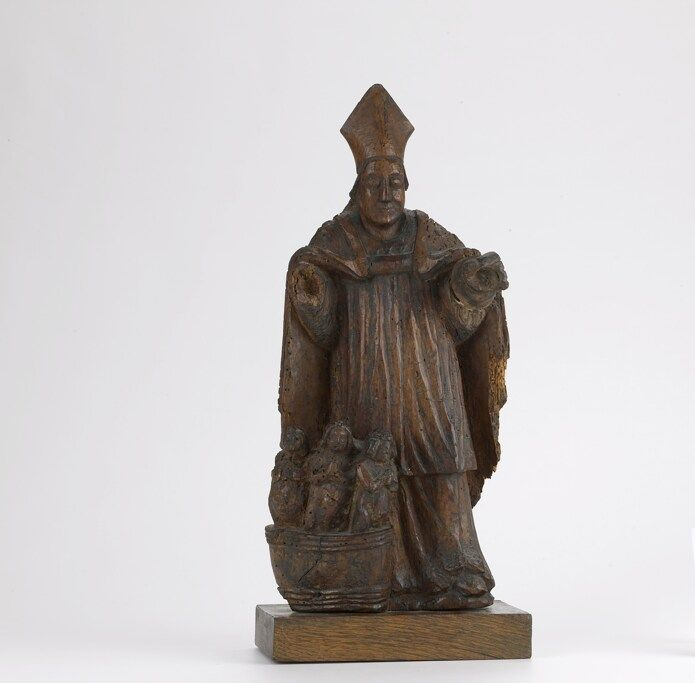
Saint Nicolas représenté avec les trois enfants et le saloir où ils étaient conservés, collection musées départementaux de la Haute-Saône.

Selon Émile Mâle, qui reprend sur ce point une conjecture de Charles Cahier, quand le culte de saint Nicolas est importé d'Orient, à partir du XIe siècle, les chrétiens d'Occident interprètent à leur façon les images de cet épisode d'une légende qu'ils connaissent encore mal : les officiers, tout petits par rapport à un saint que les usages de l'iconographie médiévale dotent d'une taille démesurée, sont pris pour des clergeons (enfants de chœur) ou des enfants. Cela donne naissance à la légende de la résurrection par le saint de trois enfants, précédemment tués et découpés en morceaux par un boucher, la tour de prison devenant un baquet ou un saloir. Cette légende est propagée dès le XIIe siècle par les pèlerins qui rapportent de Bari des flacons de « manne » souvent décorés des trois clergeons, par les trouvères qui narrent l'histoire des « trois enfants qui s'en allaient glaner aux champs » ou des « trois clercs qui allaient à l'école » (Vie de Saint Nicolas de Wace). D'autres historiens pensent que cette mauvaise interprétation provient de la confusion entre les officiers innocents et les enfants symboles de l'innocence (voir massacre des Innocents). C'est de l'évolution de la représentation de cet évêque que naît la tradition des jouets et friandises offerts dans la nuit du 5 décembre par saint Nicolas aux enfants sages. Au XVIe siècle, Luther refuse que cette mission soit confiée à un saint. En 1545, il prône le remplacement des « cadeaux de saint Nicolas » par ceux du « Seigneur Christ » ou Christkindel et veut remplacer le 5 décembre par la fête de Noël. Mais la fonction convenait probablement mieux à un vieillard barbu qu'au « petit Jésus », et c'est ainsi que fut inventé l'artificiel Père Noël du 25 décembre qui ne supplanta pas saint Nicolas auprès des enfants de Lorraine.

#### Mort de Nicolas et miracle de l'«huile prodigieuse»
Ayant eu la révélation de sa mort prochaine, Nicolas donne une dernière messe pontificale, puis se retire dans le monastère de la Sainte-Sion dont il a été fait abbé. C'est là qu’une petite fièvre l’ayant saisi, il se fait administrer les sacrements et s’éteint le 6 décembre 343. Il est enseveli dans une tombe de marbre. La nouvelle se répand alors auprès des fidèles : du corps de l'évêque, une huile odorante s'écoule, le préservant de la putréfaction. Cette huile, que l'on appelle « manne », a la réputation de guérir les maux.
Sept siècles plus tard, en 1087, des marins de Bari enlèvent les reliques de Saint Nicolas pour les rapporter dans leur ville. La légende veut que la manne continue de couler.

### Apparitions de saint Nicolas après sa mort

#### Apparition à sainte Brigitte de Suède
Brigitte est née en 1302. Elle se marie et met au monde 8 enfants dont sainte Catherine de Suède. De Suède, la reine fait de nombreux pèlerinages dont un à Bari pour honorer les reliques de saint Nicolas.

« Ce fut au prix de peines et de fatigues considérables que les voyageurs accomplirent le long voyage de Manfredonia à Bari. En pénétrant dans le temple qui renferme le tombeau du grand saint Nicolas, Brigitte ressentit une joie inexprimable ; elle se prosterna avec une humble dévotion devant les saintes reliques. À ce moment apparut à ses yeux une forme vénérable, toute brillante et comme ointe d'un baume odorant. La céleste vision lui dit : « Je suis l'évêque Nicolas ; je vous apparais sous cette forme pour vous révéler l'état dans lequel se trouvait mon âme aux jours de ma vie terrestre ; mes membres étaient adroits et souples au service de Dieu, comme l'est un instrument frotté d'huile sous la main de celui qui le manie. Et si mon âme tressaillait toujours d'allégresse et de bonheur, si ma bouche ne prêchait que la parole de Dieu, si enfin la patience reluisait dans toutes mes œuvres, c'est que j'aimais et pratiquais dans la perfection les saintes vertus d'humilité et de chasteté. Écoutez donc : […] mes ossements ont reçu de Dieu le rare privilège de distiller une huile salutaire. En effet, le Tout-Puissant n'honore et n'exalte pas seulement ses élus dans le ciel ; il les glorifie également sur la terre, pour l'édification d'un grand nombre, qui participent ainsi aux grâces accordées aux Saints.
Brigitte se réjouit grandement de la faveur dont elle venait d'être l'objet ; elle en rendit grâces à Dieu et à saint Nicolas. Elle voulait ne s'arrêter que peu de temps à Bari, et retourner ensuite à Rome, s'il était possible, avant Noël ; mais Dieu en ordonna autrement. »

#### Saint Nicolas délivre l'échanson du souverain des Agarènes
Un homme riche a obtenu un fils qu’il a appelé Dieudonné, grâce aux prières qu'il a adressées à saint Nicolas. Pour le remercier, il a construit, en l’honneur du saint, une chapelle dans sa maison, où il célèbre sa fête tous les ans. Un jour, le jeune Dieudonné est capturé par les « Agarènes » (arabes musulmans, dans la littérature byzantine), et réduit en esclavage par leur émir. L’année suivante, au jour de la Saint-Nicolas, l’enfant, pendant qu’il sert l'émir, en tenant une coupe précieuse à la main, se met à pleurer en songeant à la douleur de ses parents, et en se rappelant la joie qu’ils éprouvaient naguère à la Saint-Nicolas. L'émir l’oblige à lui avouer la cause de sa tristesse, puis, l’ayant apprise, lui dit : « Ton Nicolas aura beau faire, tu resteras ici mon esclave ! » Mais au même instant un vent terrible s’élève, renverse le palais de l'émir, et emporte l’enfant avec sa coupe jusqu’au seuil de la chapelle, où ses parents sont en train de célébrer la fête de saint Nicolas. Une autre version de cette légende veut que cet enfant aurait été originaire de Normandie, et aurait été ravi par le sultan ; et comme celui-ci, le jour de la Saint-Nicolas, après l’avoir battu, l’avait jeté en prison, l’enfant s’endormit et, à son réveil, se trouva ramené dans la chapelle de ses parents.

#### Les deux vases d'or
Un noble a prié saint Nicolas pour avoir un fils. Il a promis qu’en récompense il se rendra avec son fils au tombeau du saint et lui offrira un vase d’or. Le noble voit naître un fils et fait fabriquer un vase d’or. Mais ce vase lui plaît tant qu’il le garde pour lui-même et, pour le Saint, en fait faire un autre d’égale valeur (plus ordinaire selon d'autres sources). Puis il s’embarque avec son fils pour se rendre au tombeau du saint. En route, le père ordonne à son fils d’aller lui prendre de l’eau dans le vase qu'il avait d'abord destiné à saint Nicolas. Aussitôt le fils tombe dans la rivière et se noie. Mais le père, malgré toute sa douleur, n’en poursuit pas moins son voyage. Parvenu dans l’église de saint Nicolas, il pose sur l’autel le second vase ; au même instant, une main invisible le repousse avec le vase, et le jette à terre : l’homme se relève, s’approche de nouveau de l’autel, est de nouveau renversé. Alors apparaît, au grand étonnement de tous, l’enfant qu’on croyait noyé. Il tient en main le premier vase, et raconte que, dès qu’il est tombé à l’eau, saint Nicolas est venu le prendre, et l’a conservé sain et sauf. Sur ce, le père offre les deux vases à saint Nicolas.

#### Sauvetage du patricien Jean de la noyade
Méthode, patriarche de Constantinople au IXe siècle et historien de saint Nicolas, affirme que son père, Jean, fut sauvé de la noyade lors d'une tempête par saint Nicolas. Jeté à la mer par les flots, il invoque au moment de mourir saint Nicolas qui le transporte sur la terre ferme.

#### Sauvetage de saint Louis et de sa famille

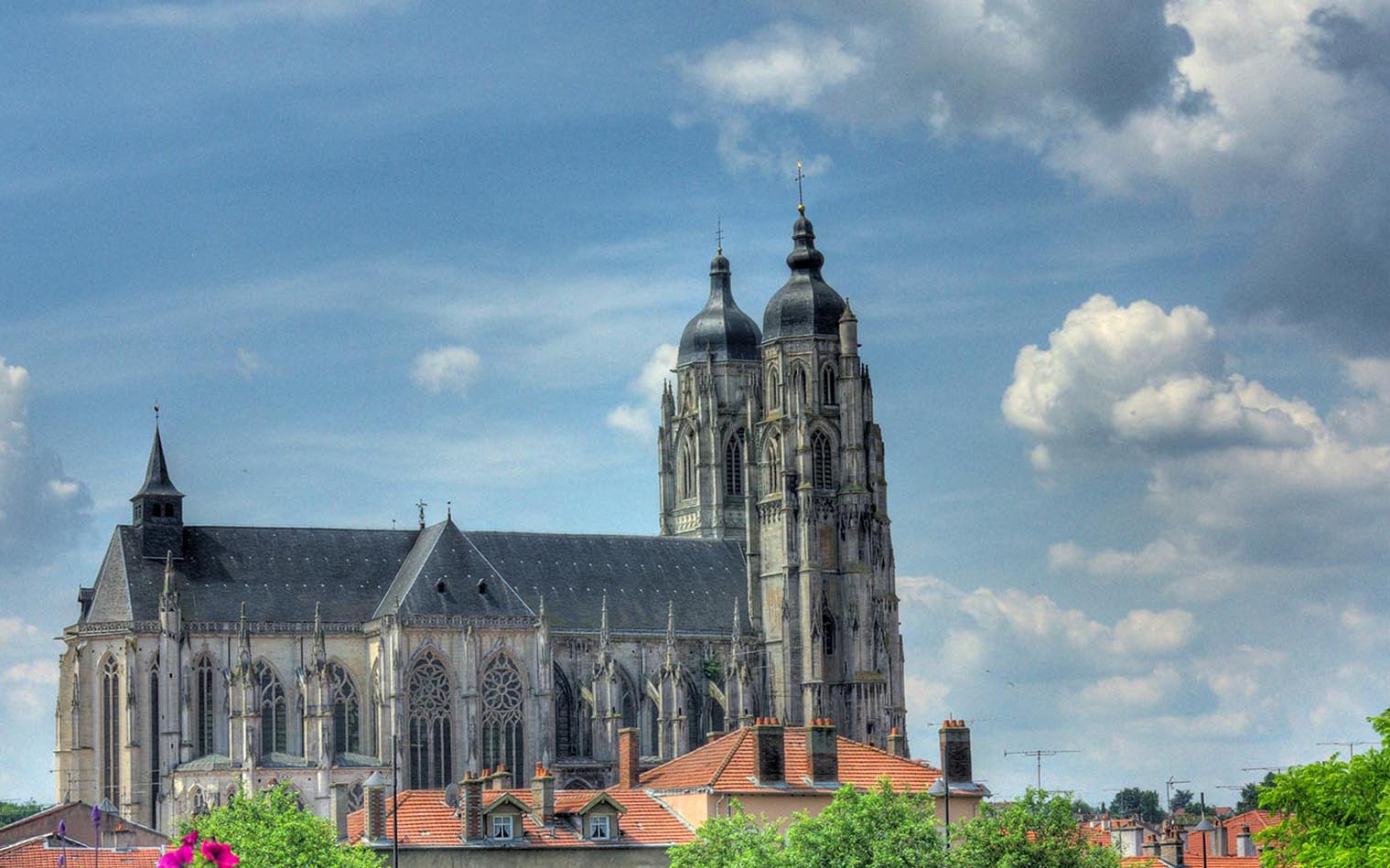
Basilique de Saint-Nicolas-de-Port (Meurthe-et-Moselle).

En revenant de croisade par bateau avec sa femme, sa garde et ses enfants, le roi Louis IX fut pris dans une violente tempête aux environs de Chypre.
La reine, née Marguerite de Provence, se met à prier et, sur les conseils du sire de Joinville, elle promet à saint Nicolas que s'il les sauve, elle lui offrira une nef d'argent pour son église de Port dans le Duché de Lorraine.
À peine Joinville s'est-il porté garant de cette promesse que la tempête se calme. De retour en France, la reine accomplit son vœu et fait faire la nef.

#### L'huile infernale
Ce récit de miracle est tiré du livre Saint Nicolas de Pierre et Germaine Noury : « Des pèlerins s'embarquaient un jour pour le miraculeux tombeau, quand une vieille femme vint les prier d'emporter avec eux son offrande, une provision d'huile pour les lampes du sanctuaire. Au deuxième jour du voyage, la tempête s'éleva, mettant le navire en danger. Les pèlerins envisagèrent de s'abriter dans un port, mais voici venir à eux, ô prodige ! saint Nicolas sur une petite barque… Il leur dit de jeter à l'eau l'huile dont ils se sont chargés, les assurant qu'ensuite ils voyageraient sans encombre. Obéissant, les pèlerins versent l'huile dans les flots et, terrifiés, comprenant qu'elle leur vient du démon, ils la voient qui s'enflamme avec un bruit et une odeur épouvantables. On dit que la veille femme était la déesse Diane, qui, furieuse de la destruction de son temple, cherchait à se venger sur les fervents de saint Nicolas. »

#### Miracle du sire de Réchicourt
Vers 1230, le chevalier lorrain Cunon de Réchicourt, ayant suivi l’empereur Frédéric II du Saint-Empire et ayant été fait prisonnier au cours de la sixième croisade, aurait prié saint Nicolas avant de s'endormir dans sa geôle, la veille de sa mise à mort. Le lendemain matin, il se serait réveillé, encore attaché, sur les marches de l'église de Saint-Nicolas-de-Port ; ses chaînes seraient tombées d'elles-mêmes durant l'office qu'il suivit alors. On les suspendit à un pilier de la nef. En souvenir de cette miraculeuse délivrance, une procession se déroule tous les ans depuis 1245 à Saint-Nicolas-de-Port.

#### Sauvetage de saint Bernard de Menthon d'un mariage non désiré
La famille de Menthon avait destiné leur fils, Bernard, a un mariage de raison avec une riche héritière, Marguerite de Miolans. Bernard était attiré par la vie religieuse et avait demandé à sa famille de renoncer à cette union. Malheureusement unique héritier, ses parents refusaient de le voir partir dans un ordre religieux. Désespéré, la veille de son mariage, il fut enfermé dans sa chambre. Il se mit alors à prier. Dans certains textes, saint Nicolas lui apparaît alors en songe et lui délivre ce message : « Bernard, serviteur de Dieu, le Seigneur, qui ne délaisse jamais ceux qui mettent en lui leur confiance, t'appelle à sa suite ; une couronne immortelle t'est réservée. Sors incontinent de la maison paternelle et pars pour Aoste. Là, tu iras à la cathédrale, où tu trouveras un vieillard, l'archidiacre Pierre, homme charitable et plein de bonté qui t'accueillera ; tu demeureras auprès de lui sous sa direction, et il te fera connaître le chemin que tu dois tenir. De mon côté, je serai ton protecteur et je ne t'abandonnerai pas un instant. ». Dans d'autres textes, saint Bernard est conscient lorsque saint Nicolas lui apparaît et lui dit de sauter par la fenêtre, les anges et lui-même allant le retenir dans sa chute.
Cette intervention de saint Nicolas permit à Bernard d'échapper à un mariage non désiré et de devenir archidiacre d'Aoste.

## Culte

### Histoire du culte
Saint Nicolas a deux fêtes, l'une en hiver le 6 décembre (selon le calendrier grégorien qui correspond au 19 décembre du calendrier julien), jour anniversaire de sa dormition à Myre, l'autre au printemps le 9 mai, jour anniversaire de la translation de son corps de Myre à Bari, en Italie, en 1087.

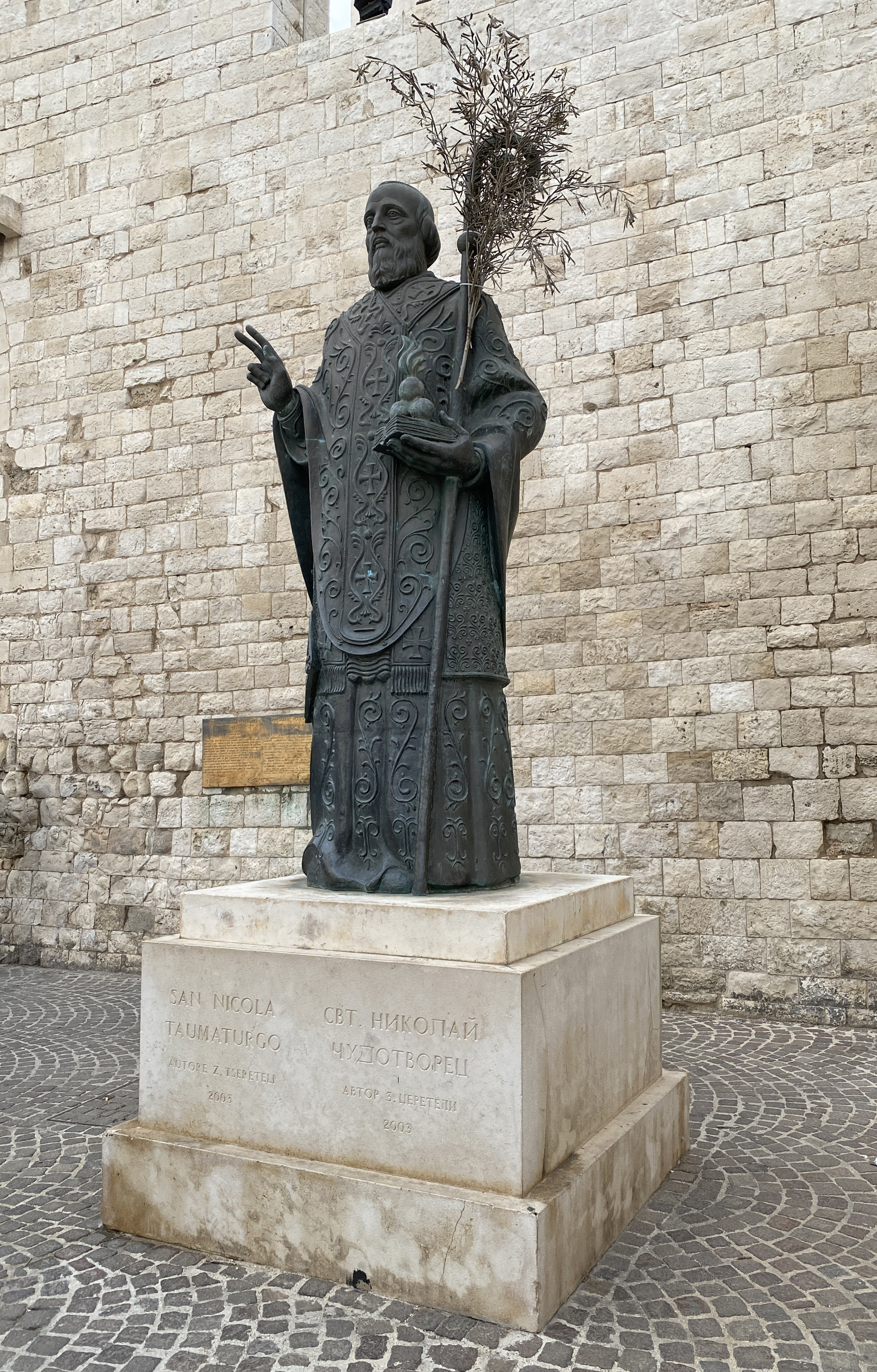
Statue de Saint Nicholas à Bari en Italie

Dans l'Église primitive de rite byzantin et dans l'Église orthodoxe, le culte du saint est attesté depuis le VIe siècle, bien avant le schisme de 1054, lorsque l'empereur Justinien construit vers 550 une église dédiée à saint Nicolas à Constantinople. Aujourd'hui l'église orthodoxe fête le 6 décembre mais aussi le 9 mai bien que cette dernière commémore la translation des reliques vers une ville d'Occident. Mais elle ajoute une autre commémoration, hebdomadaire, qui place saint Nicolas, avec la Mère de Dieu et saint Jean Baptiste, parmi les trois saints les plus honorés. Chaque jeudi, à l’orthros, après la neuvième ode du canon, un exapostilaire est chanté à la louange du saint archevêque de Myre. Dans l'Église orthodoxe russe, la troisième grande icône sur l'iconostase des églises est dédiée à saint Nicolas à côté du Christ et de Marie avec l'Enfant. L'Église orthodoxe russe célèbre également le 29 juillet la naissance du saint selon la liturgie.
Au début du IXe siècle le culte a atteint l'Italie qui, à cette époque, maintient encore des relations étroites avec l'Empire byzantin et acquiert bientôt une grande popularité. Le culte de saint Nicolas atteint les régions germanophones au Xe siècle, probablement par l'intermédiaire de Théophanie Sklérène, l'épouse byzantine de l'empereur germanique Otton II, mais peut-être aussi à la suite des expéditions italiennes des dirigeants de la Francie orientale. La famille noble des Ezzonides (Ezzo de Lotharingie avait marié Mathilde, la fille de Théophano) fonde alors de nombreuses églises vouées à saint Nicolas, comme celles de Brauweiler ou de Klotten, et favorise ainsi la propagation du culte du saint en Rhénanie. L'arrivée des restes présumés de saint Nicolas à Bari au XIe siècle, événement qui fut connu dans toute l'Europe, et la vague de villes fondées par des commerçants aux XIIe et XIIIe siècles, souvent construites autour d'une église dédiée à saint Nicolas, assurent une large diffusion au culte de ce saint. Ainsi, dès le XIe siècle en Lorraine, il est de coutume de jouer des miracles du saint pour embellir les solennités scolaires et édifier autant qu'amuser les spectateurs, et dès le XIIe siècle de jouer Le Jeu de saint Nicolas sur le parvis des églises.

### Icônes
Sur la plupart des icônes, Saint Nicolas, en évêque, porte une barbe courte. Sa tête est entourée de deux médaillons : dans l'un le Christ le bénit, dans l'autre la Mère de Dieu lui rend son homophore. Ces deux scènes rappellent un épisode de sa vie où sa dignité épiscopale avait été contestée par des intrigants puis confirmée en songe par le Seigneur lui-même et par sa sainte Mère.

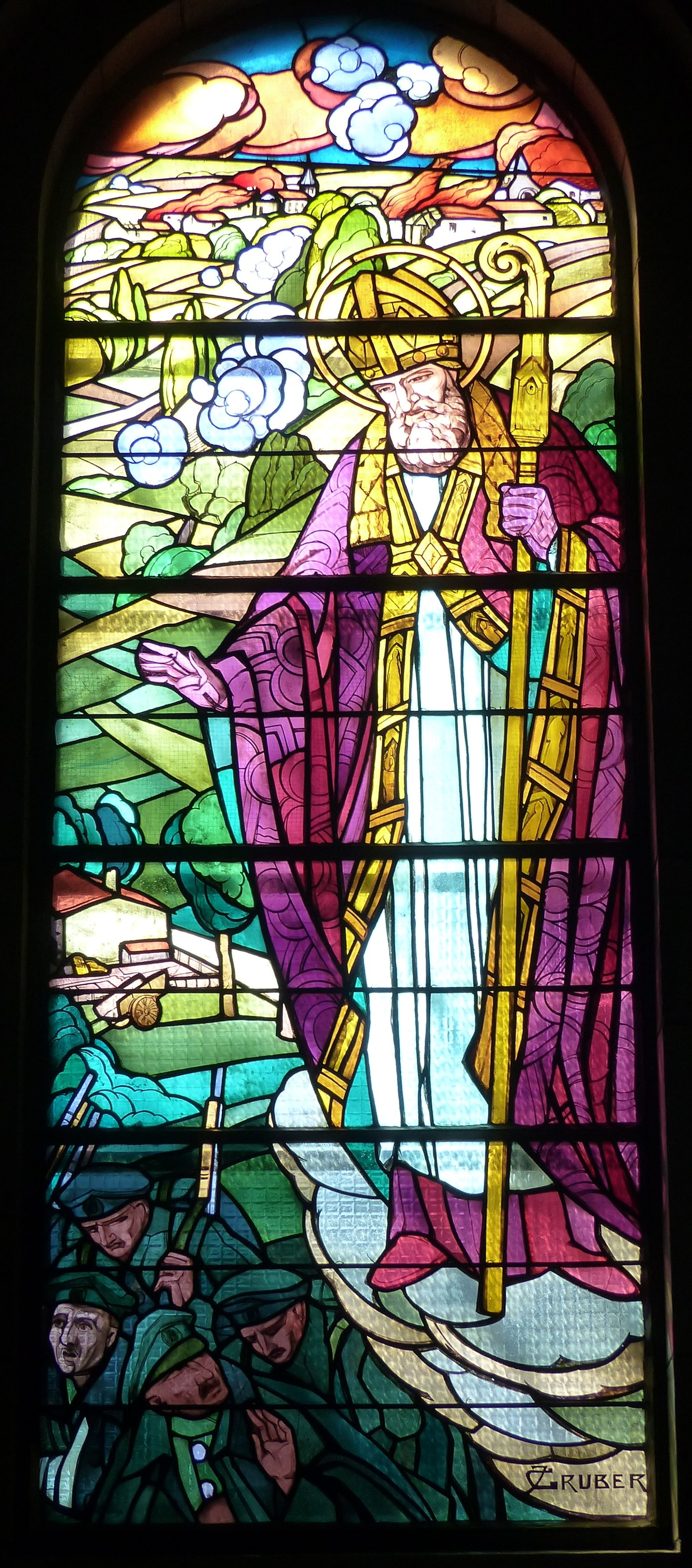
Saint-Nicolas arrêtant l'ennemi. Vitrail de Jacques Grüber (vers 1926). Église de Bouxières-aux-Chênes.

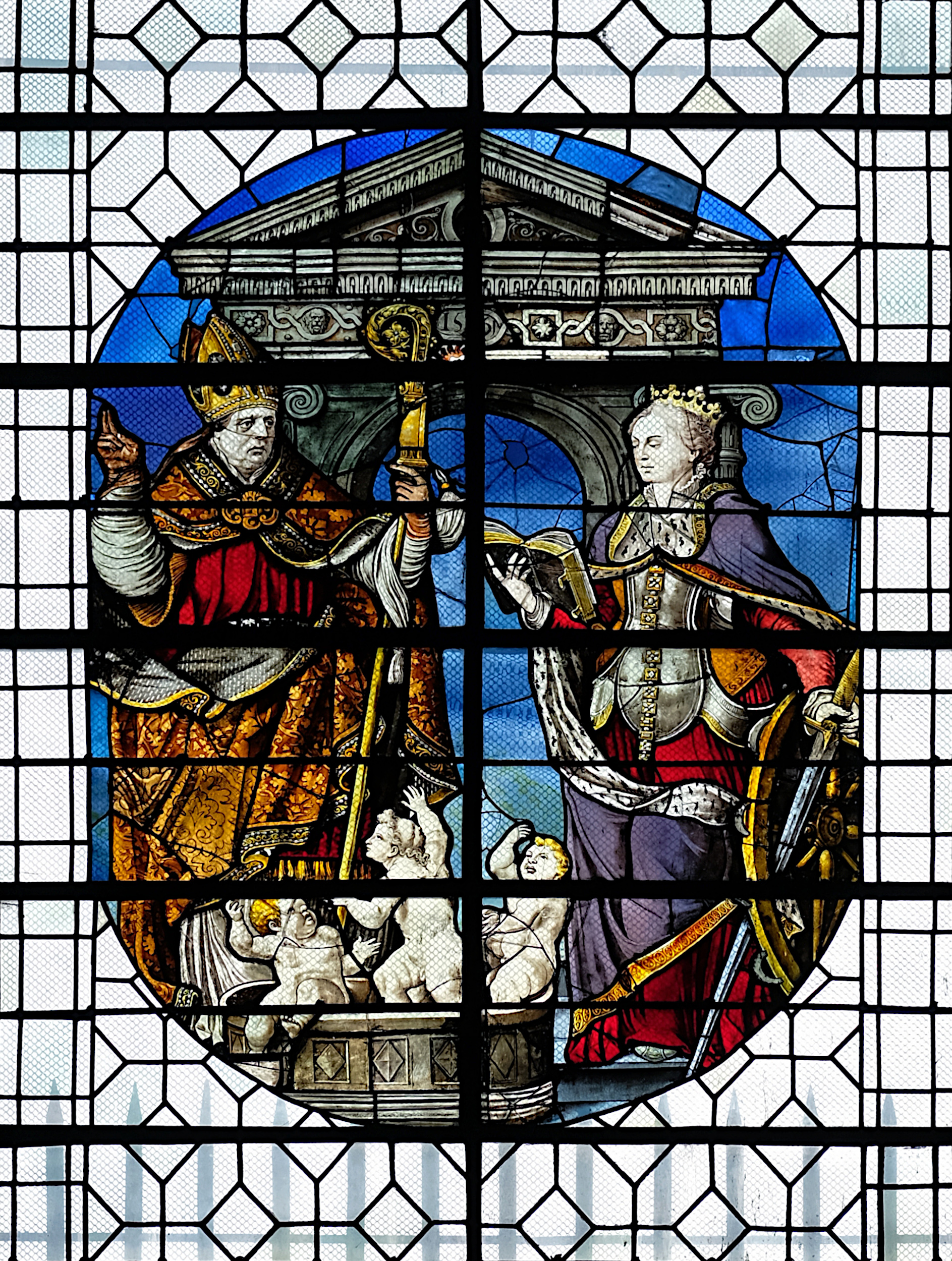
St Nicolas et Ste Catherine, vitrail du début du XVIIe siècle (église Saint-Gervais-Saint-Protais, Paris 4e).

### Vitraux
De très nombreux vitraux d'église, notamment en Lorraine, représentent Saint-Nicolas, souvent avec les enfants dans un cuveau.
Saint-Nicolas porte une longue barbe blanche, selon la représentation habituelle moderne. Mais ce n'était pas le cas dans des temps plus anciens. Ainsi le vitrail de l'église Saints-Côme-et-Damien de Vézelise (vers 1520) représente Saint-Nicolas parfaitement imberbe ; il en est de même pour le Saint Nicolas du vitrail de l'église Saint-Gervais-Saint-Protais de Paris du début du XVIIe siècle (ci-contre).
Un vitrail de Jacques Grüber (vers 1926) dans l'église de Bouxières-aux-Chênes (M&M), représente Saint-Nicolas dans une posture inhabituelle: à la sortie du village, arrêtant l'ennemi avec sa main. Il illustre la bataille du Grand-Couronné en septembre 1914 où l'armée allemande fût stoppée à Bouxières-aux-Chênes.

### Saint Nicolas dans la peinture italienne (XIe-XVIIesiècle)
Marcel Thiriet avance que saint Nicolas est le saint ayant la plus grande iconographie. Dans les fresques de l'abbaye de la Novalaise (XIe siècle), la première connue en l'Ouest, porte une chasuble bleue et volé.
Saint Nicolas est souvent représenté associé avec sainte Marguerite d'Antioche et sainte Catherine d'Alexandrie.
Saint Nicolas est extrêmement bien représenté durant cette période ; il y est notamment mis sur le même plan que les plus hautes figures du christianisme, que ce soient prophètes, apôtres, martyrs ou docteurs de l'Église.
- Vie de saint Nicolas, mise en fresque vers 1096 dans l'abbaye de la Novalaise en Val de Suse
- Vierge à l'Enfant entourée de saint Matthieu et saint Nicolas, peinte vers 1328 par Bernardo Daddi pour le couvent d'Ognissanti de Florence et conservée à la Galerie des Offices
- Quatre scènes de la vie de saint Nicolas d'Ambrogio, conservée à la Galerie des Offices
- Fresques de la chapelle Saint-Nicolas de la cathédrale d'Udine par Vitale da Bologna en 1348-1349
- enfant à la coupe d'or, débiteur de mauvaise foi et autres épisodes de la vie de Saint Nicolas sur les fresques de la chapelle Castellani de l'église Santa Croce de Florence d'Agnolo Gaddi.
- Triptyque de La Vierge à l'Enfant avec deux donateurs sur lequel figure le miracle d'Adéodat, par Taddeo Gaddi en 1333 et conservé au musée Dahlem.
- Polyptyque d'Andrea da Firenze pour la sacristie de Santa Maria del Carmine de Florence
- La Vierge et l'Enfant entre saint Nicolas, sainte Catherine d'Alexandrie et un donateur par Gentile da Fabriano, conservée à la Gemäldegalerie (Berlin)
- Polyptyque Qiarateso par Gentile da Fabriano, dont les morceaux sont conservés à la National Gallery, la Galerie des offices, la pinacothèque vaticane et la national gallery of art
- Saint Nicolas de Bari par Sassetta en 1433, conservé au Louvre
- Saint Nicolas de Bari par Lorenzo Monaco, conservé à la Galerie de l'Académie
- Polittico Guidalotti, polyptyque réalisé en 1437 par Fra Angelico pour l'église Saint-Dominique de Pérouse, conservé à la pinacothèque vaticane et à la galerie nationale de l'Ombrie
- Scènes de la vie de saint Pierre et de saint Nicolas réalisé en 1426 par Masaccio en tant que prédelle du Polyptyque de Pise et conservé au musée Dahlem
- Saint Nicolas aux trois boules d'or par Carlo Crivelli, conservé au musée du Petit Palais d'Avignon
- Saint Nicolas chassant le démon par Raphaël, conservé au musée des Beaux-Arts de Lille
- La Vierge à l'Enfant entourée de saint Julien et de saint Nicolas de Myre, réalisé en 1493 par Lorenzo di Credi et conservé au Louvre
- Retable de la Visitation par Piero di Cosimo en 1490 et conservé à la National Gallery of Art
- Retable de Saint Nicolas réalisé par Ludovico Brea en 1500 et conservé dans la cathédrale de Monaco ; le saint est représenté au centre de la composition, entouré à gauche par saint Étienne et l'archange Saint Michel, et à droite par saint Laurent et sainte Marie-Madeleine
- Polyptyque de Santa Fosca en 1525 par Vittore Carpaccio et conservé au musée national de Belgrade
- Retable de San Cassiano peint en 1476 par Antonello de Messine pour l'église San Cassiano de Venise et conservé au Kunsthistorisches Museum
- Saint Nicolas en gloire avec saint Jean-Baptiste et sainte Lucie en 1529 par Lorenzo Lotto pour l'église Santa Maria dei Carmini
- Saint Nicolas accueilli par le peuple de Myre, plafond des Gallerie dell'Accademia de Venise réalisé par Paul Véronèse
- La Consécration de saint Nicolas, Paul Véronèse (1562), conservée à la National Gallery.
- Saint Nicolas, Titien (1563).
- Saint Nicolas en extase peint en 1653 par Mattia Preti, conservé au musée de Capodimonte de Naples.

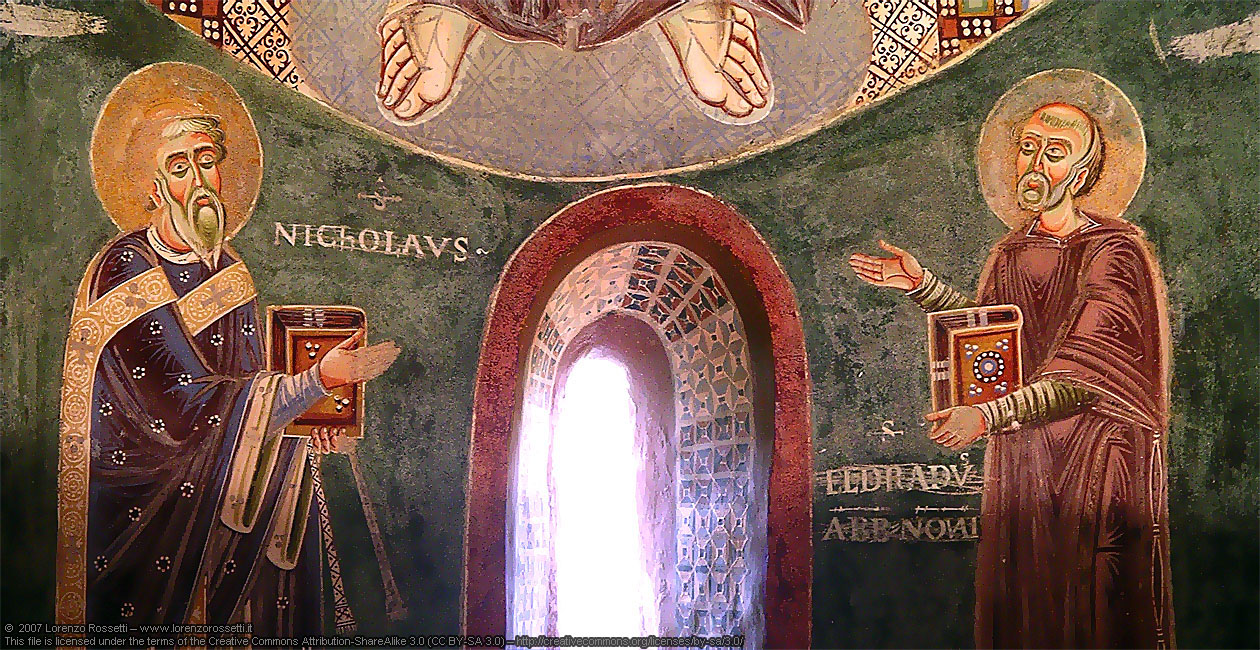
Saint Nicolas avec saint Eldrade (XIe siècle, fresques dans l'abbaye de la Novalaise en Val de Suse.
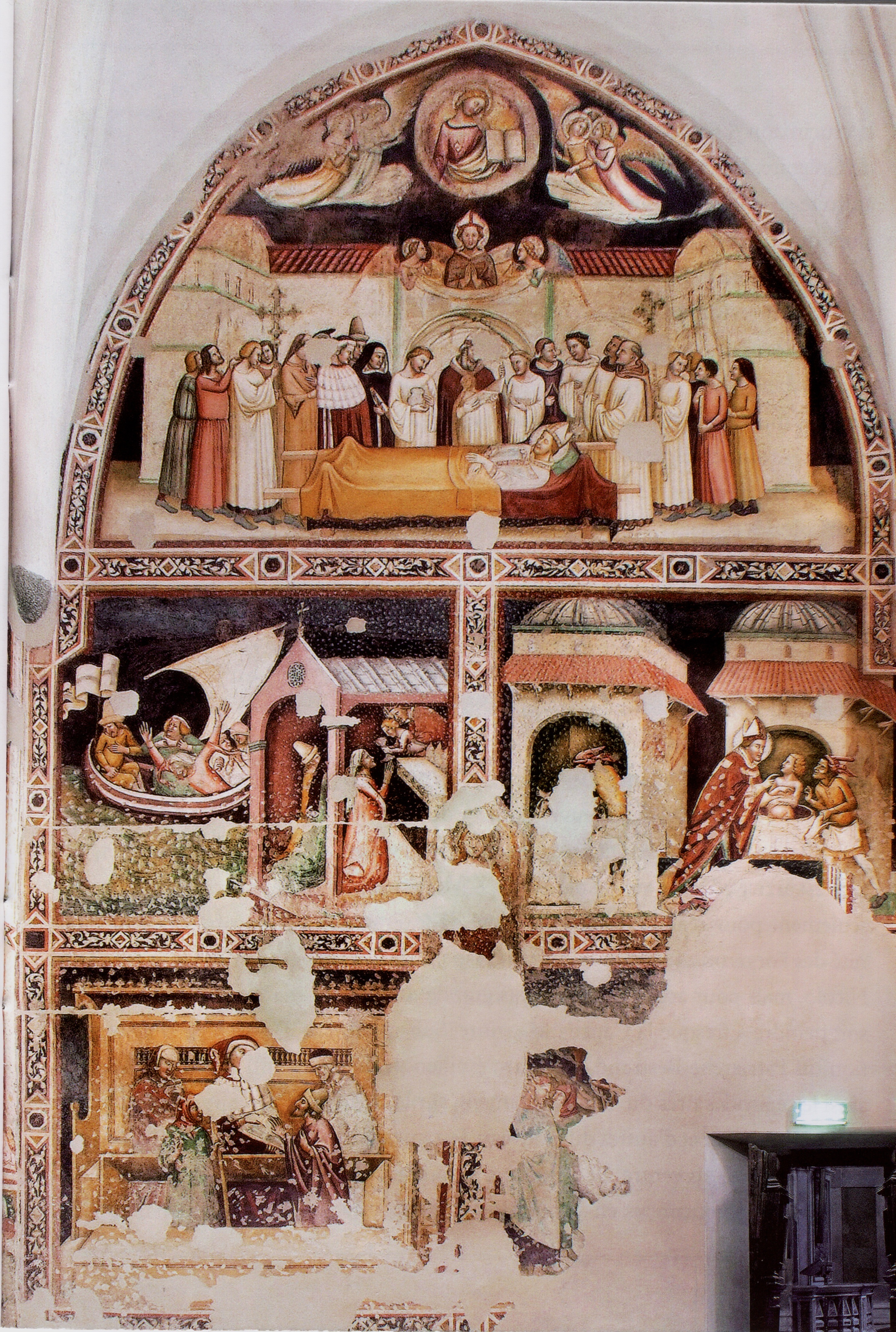
Fresques de la chapelle Saint-Nicolas de la cathédrale d'Udine.
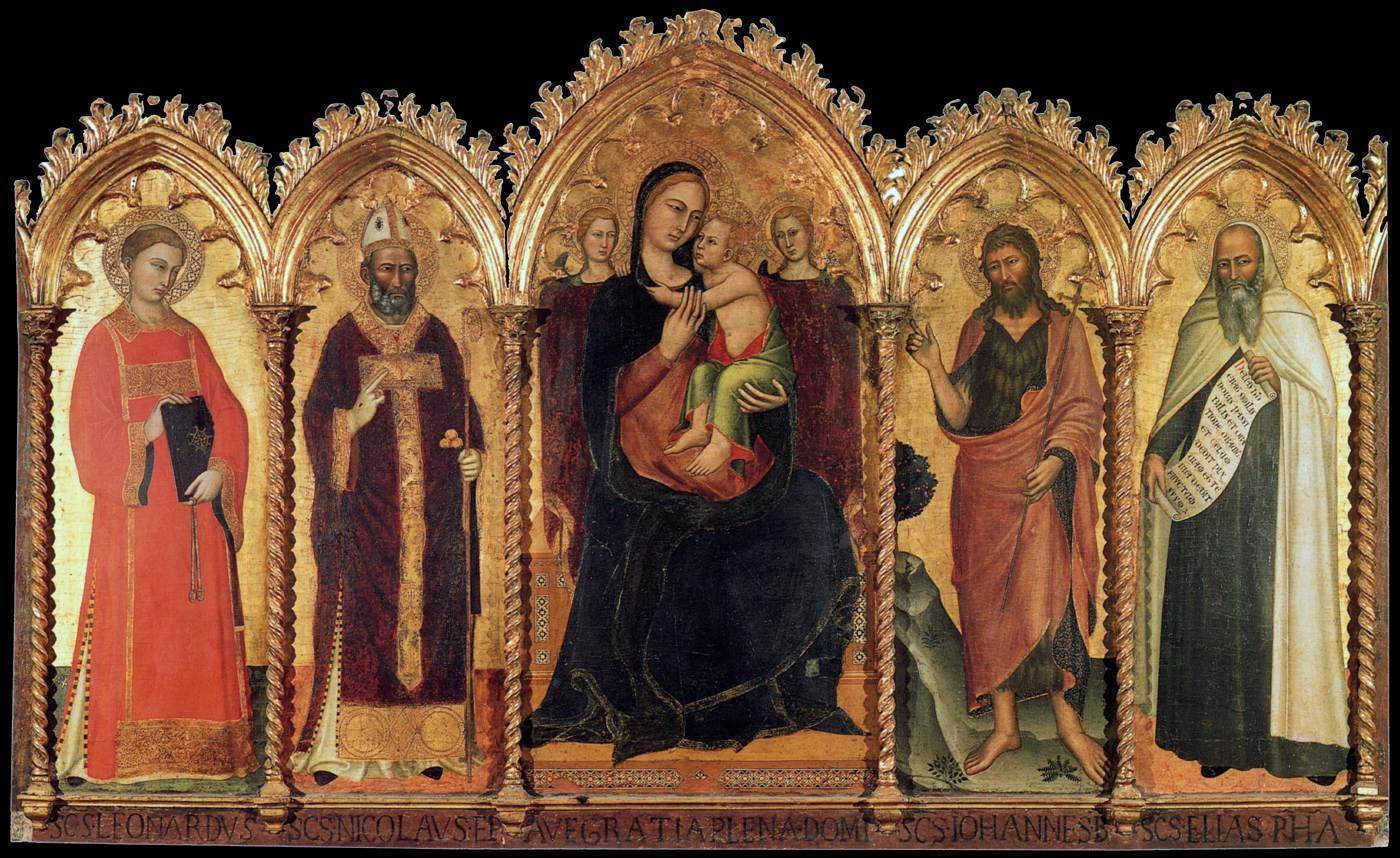
Polyptyque d'Andrea da Firenze.
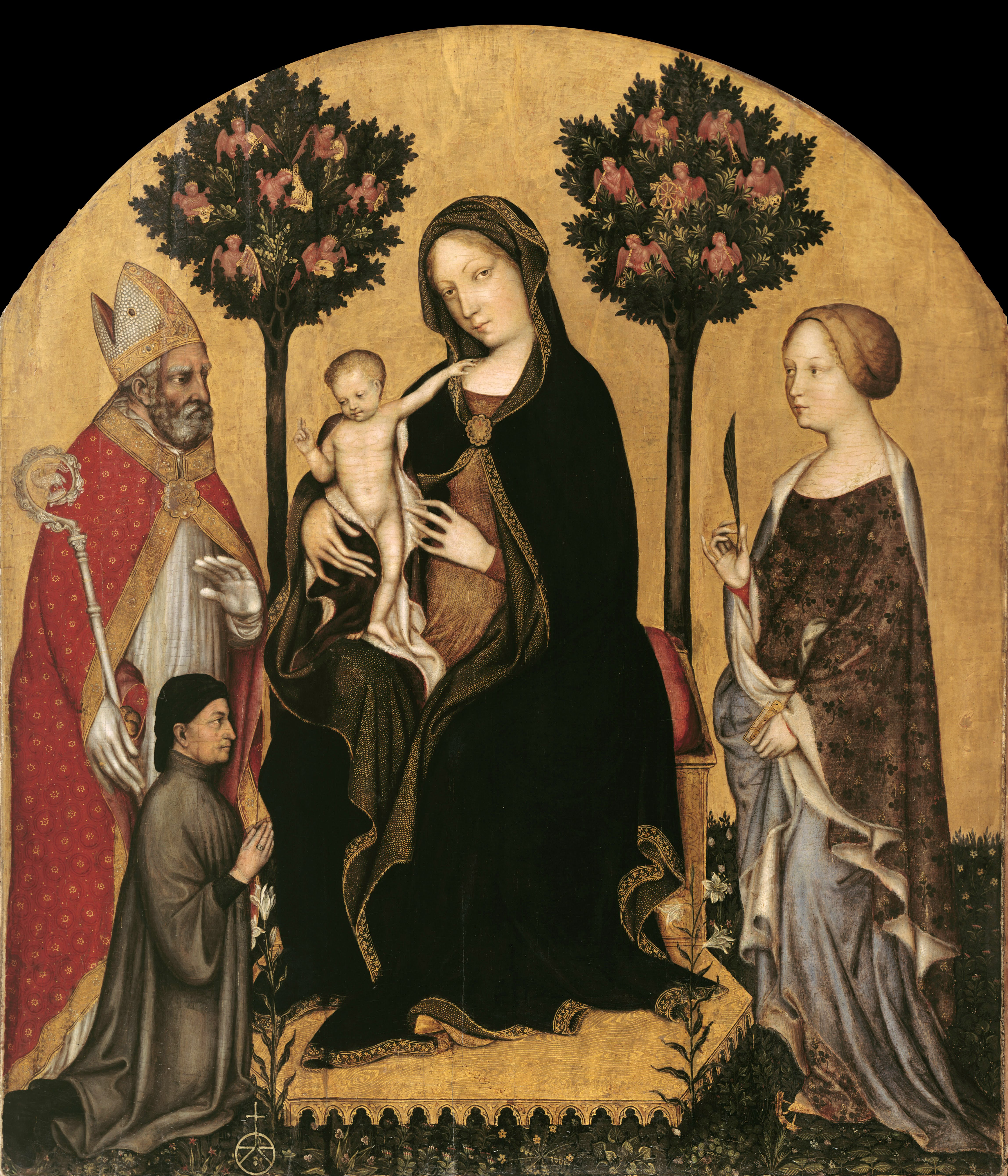
La Vierge et l'Enfant entre saint Nicolas, sainte Catherine d'Alexandrie et un donateur, Gentile da Fabriano.
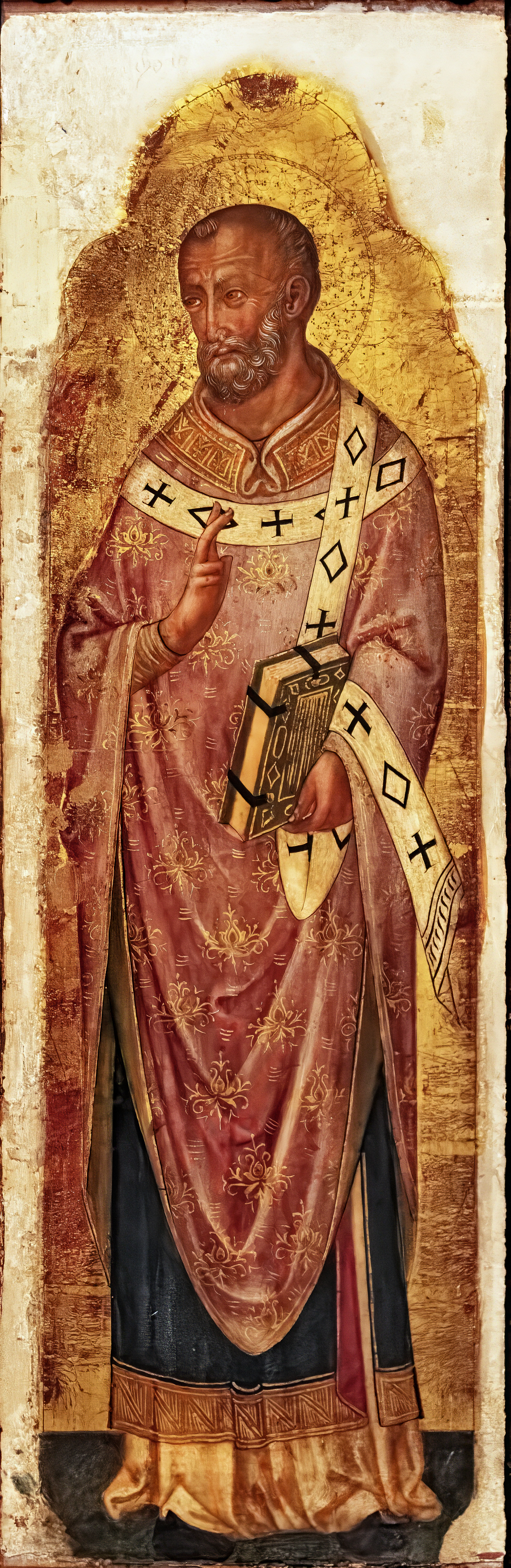
Jacobello di Bonomo Musée Correr
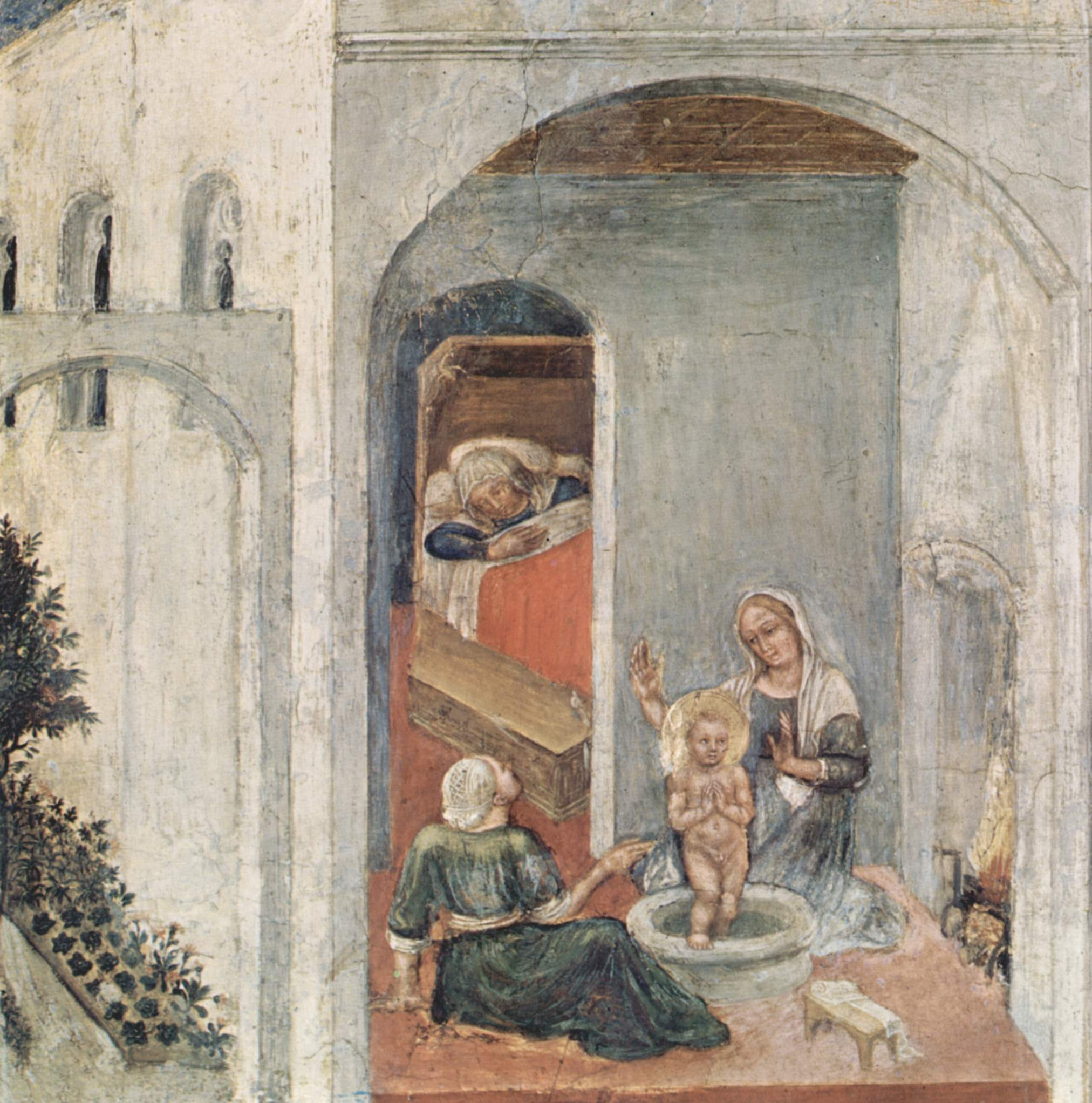
Baptême de Saint-Nicolas, Polyptyqe Qiarateso, Gentile da Fabriano.
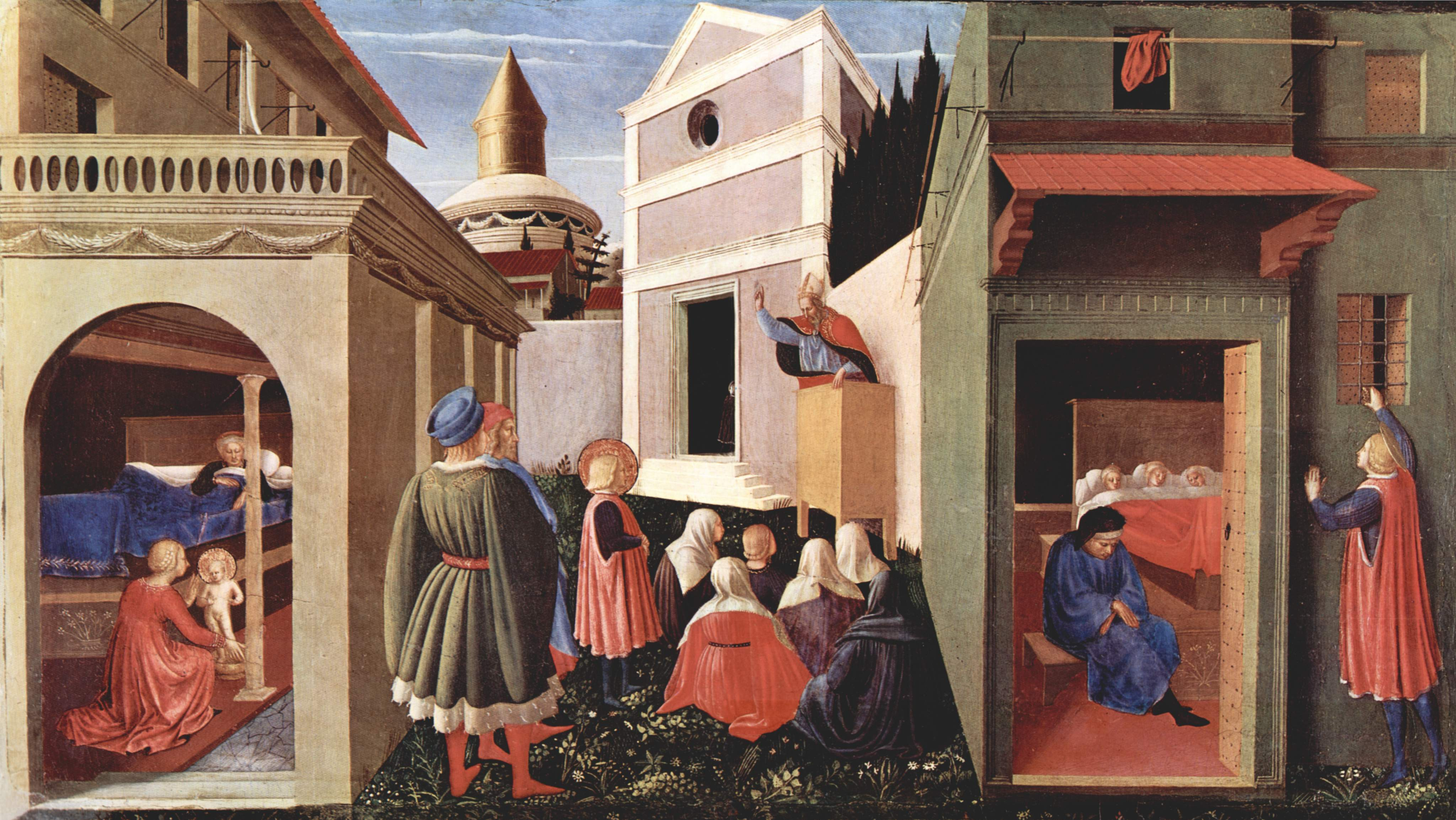
Partie du Polittico Guidalotti de Fra Angelico représentant le baptême, un prêche et la dotation des trois jeunes filles.
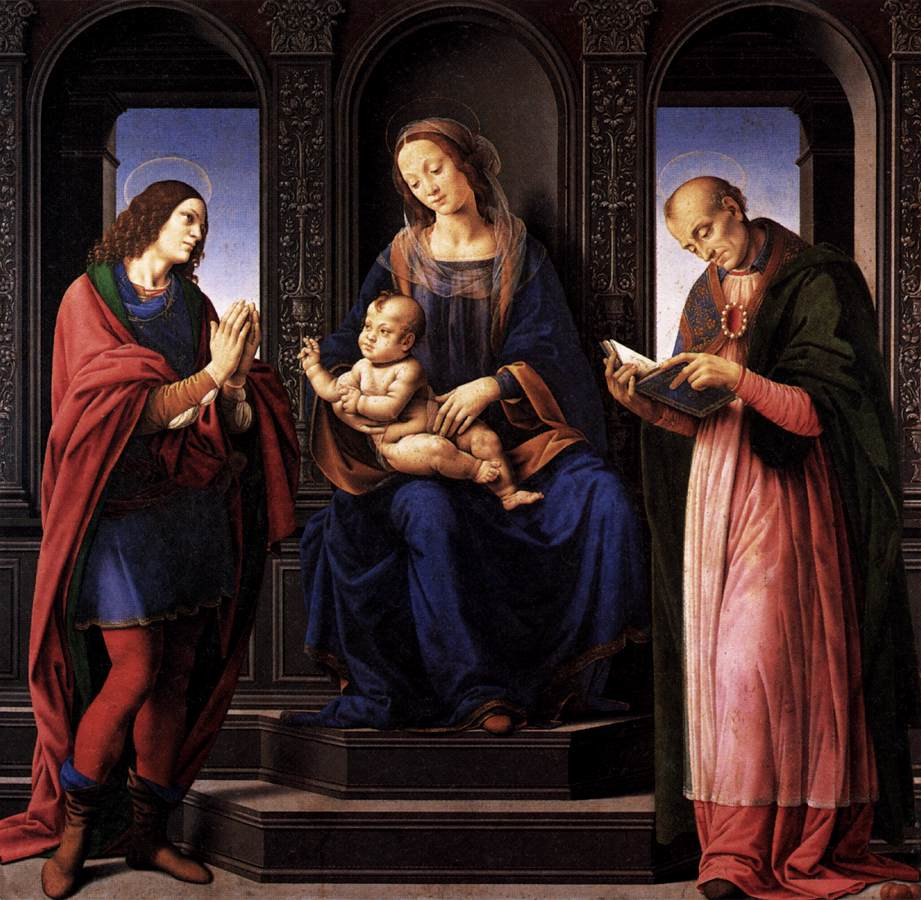
La Vierge à l'Enfant entourée de saint Julien et de saint Nicolas de Myre, Lorenzo di Credi.
Retable de la Visitation, Piero di Cosimo.
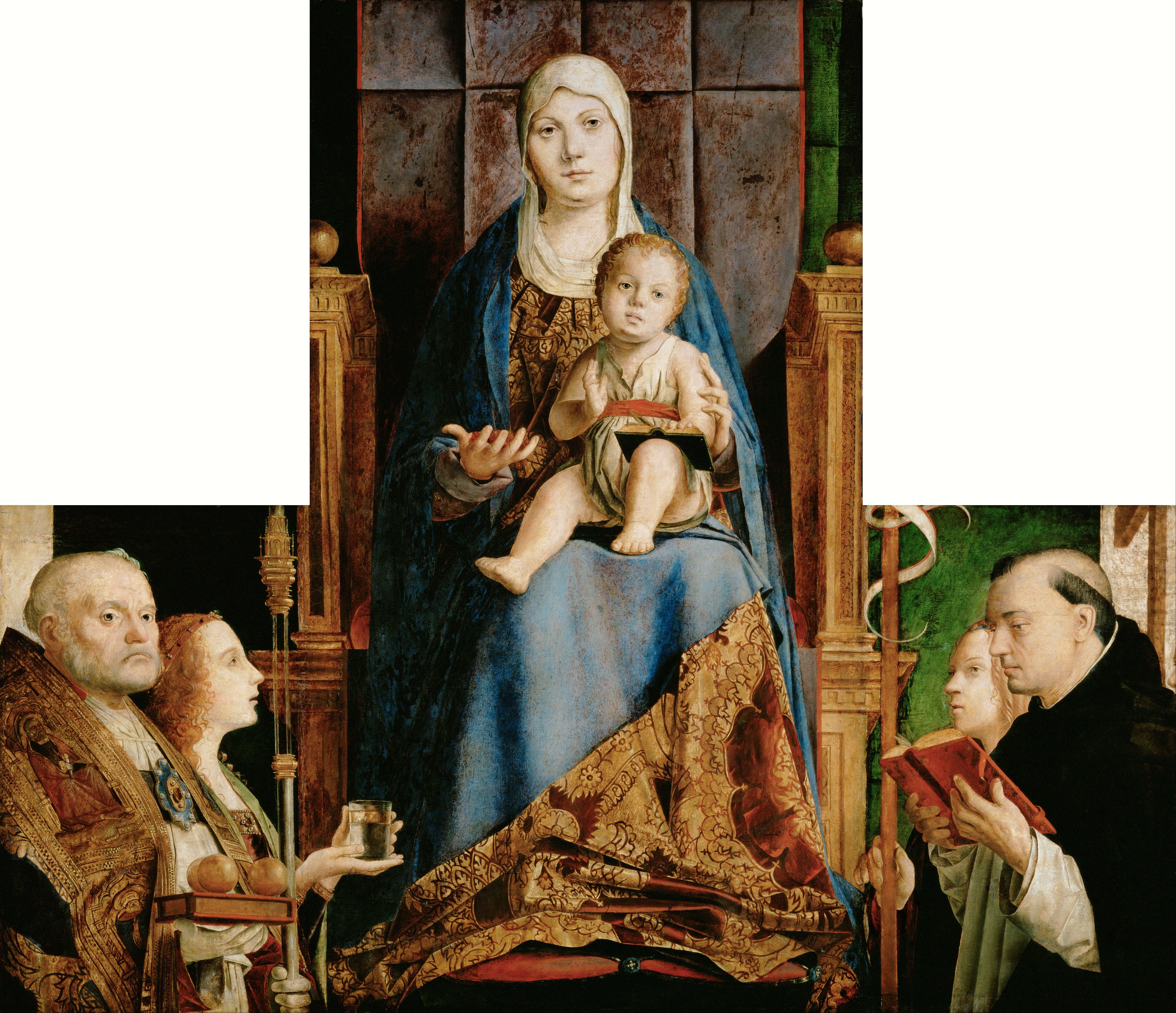
Retable de San Cassiano, Antonello de Messine.
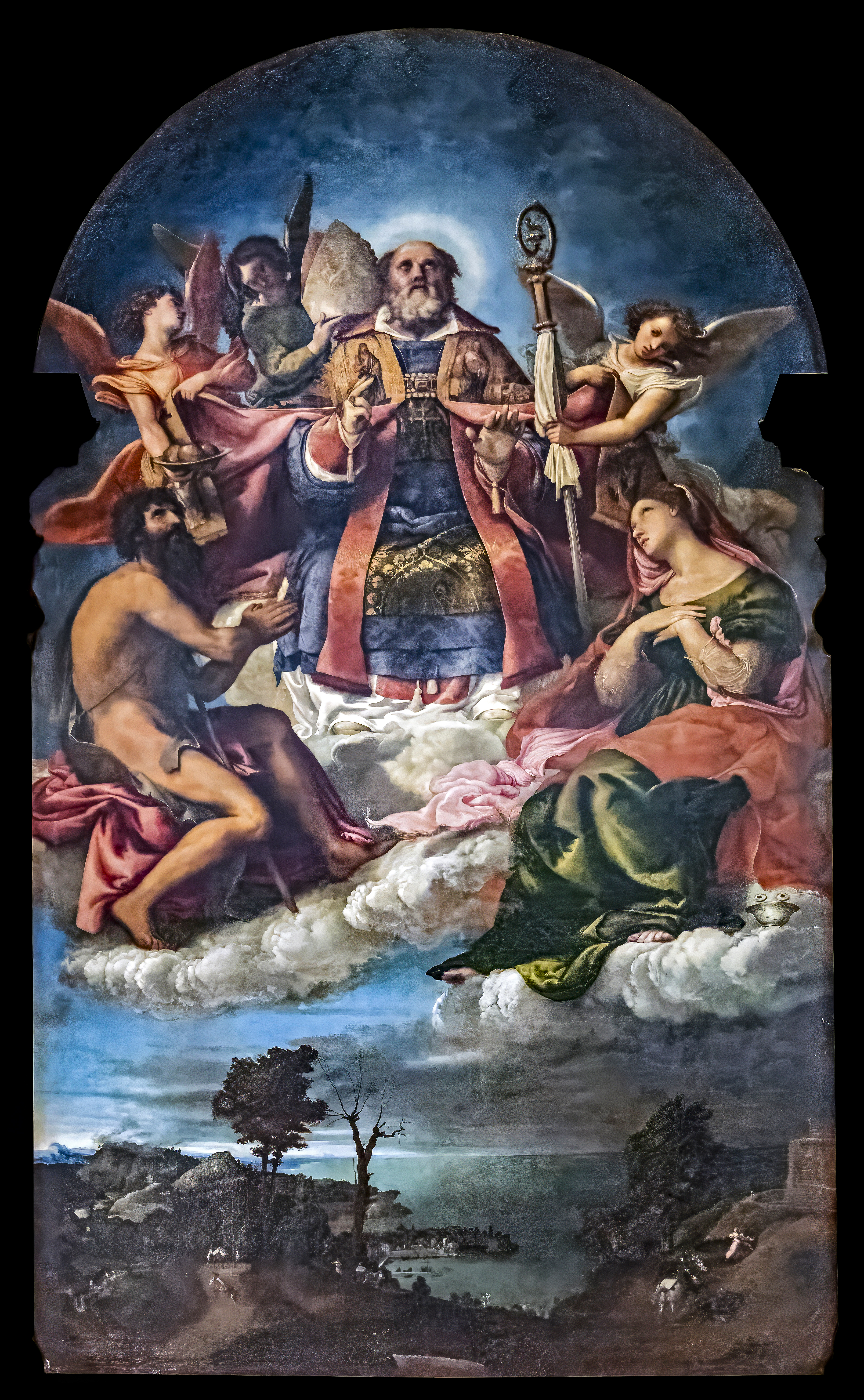
Saint Nicolas en gloire avec saint Jean-Baptiste et sainte Lucie, Lorenzo Lotto.
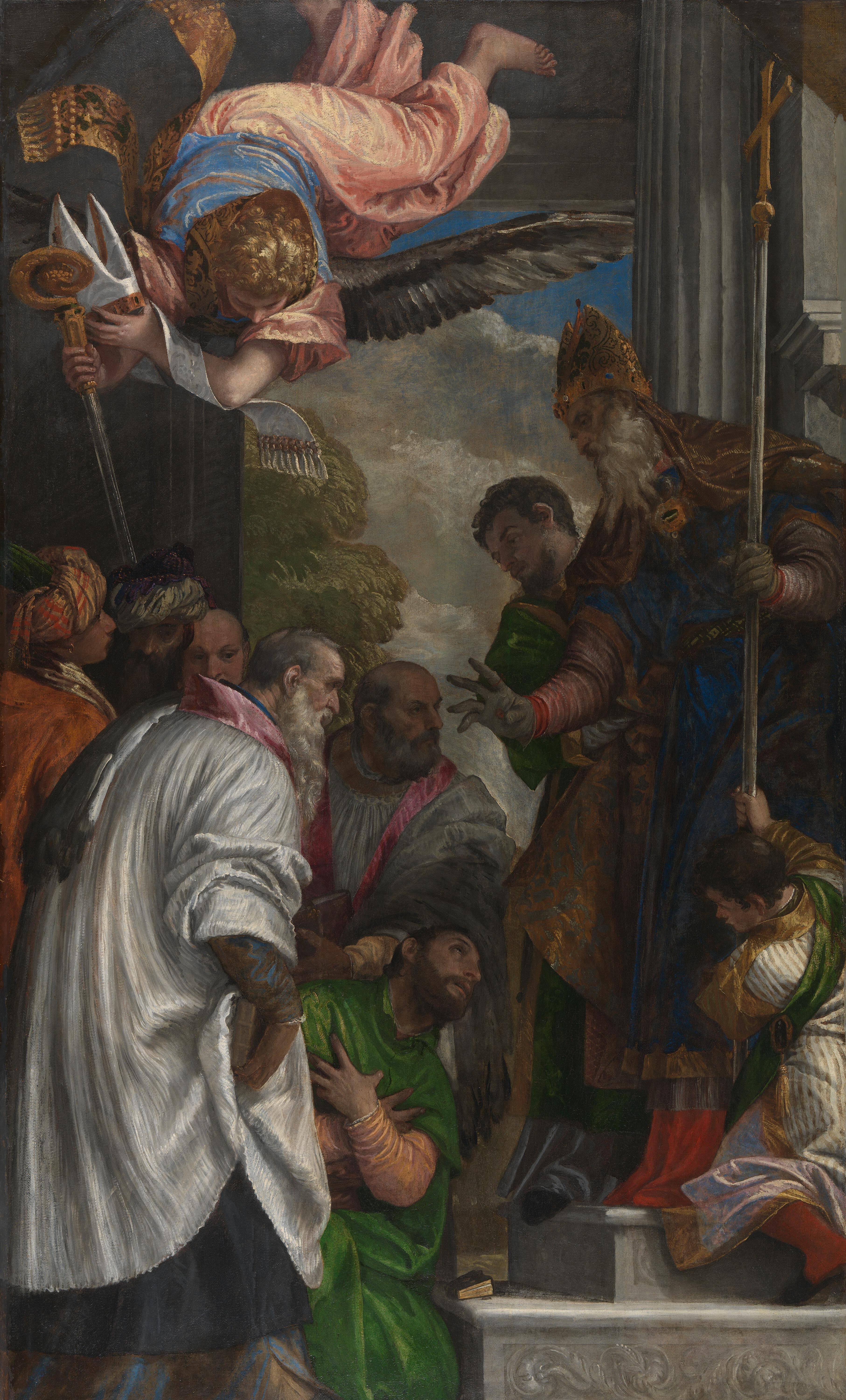
La Consécration de saint Nicolas, Paul Véronèse.
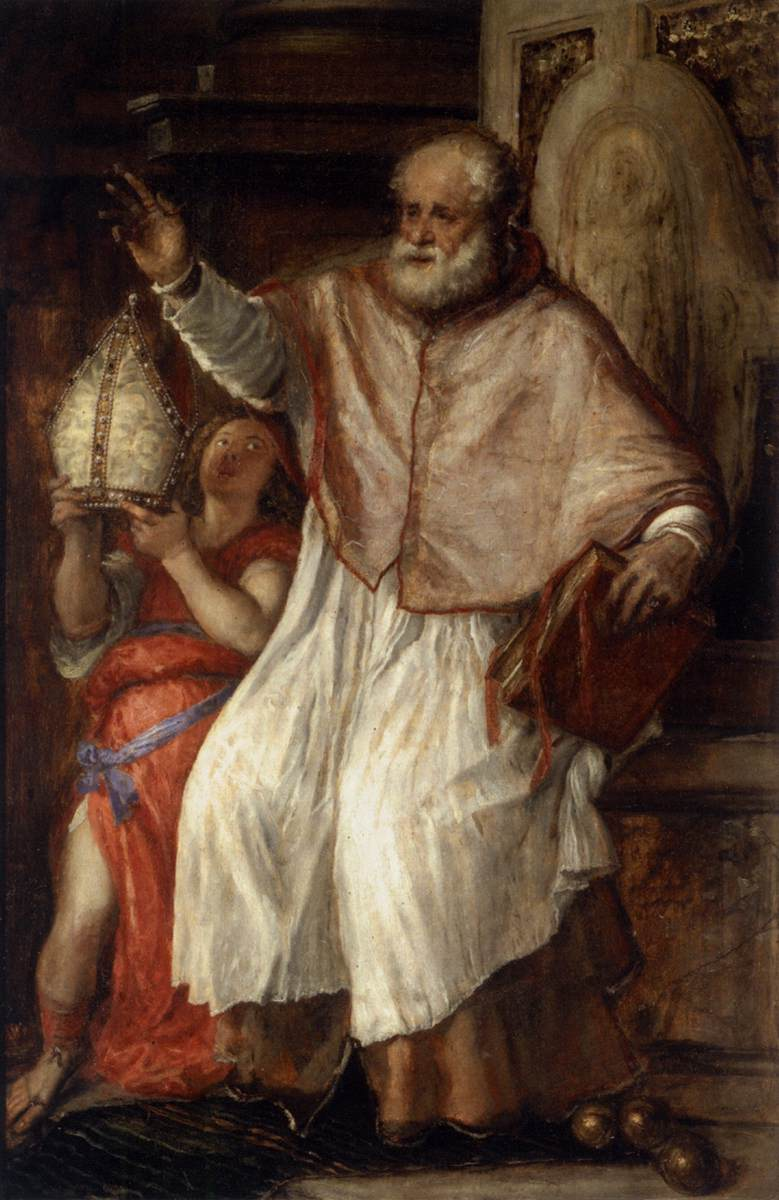
Saint Nicolas, Titien.

### Patronage

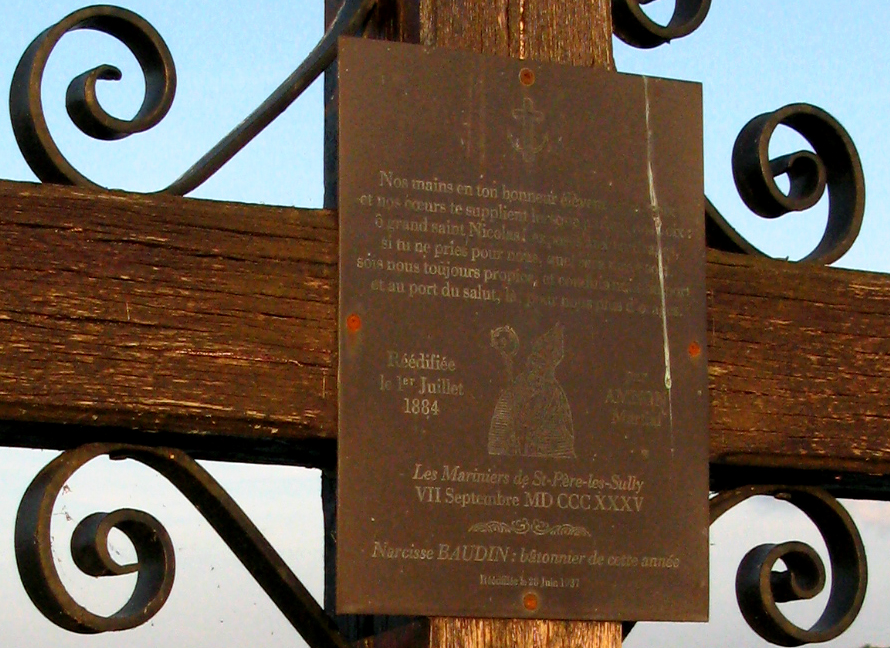
Plaque invoquant saint Nicolas fixée sur la croix érigée par les mariniers de Saint-Père-sur-Loire, avant le passage sur le pont menant sur l'autre rive, à Sully-sur-Loire.

#### Églises et monastères dédiés à saint Nicolas
Dès le VIe siècle, le culte de Nicolas de Myre pénétra à Constantinople avant de se répandre dans le monde occidental ; la grande cité byzantine lui éleva un bon nombre de sanctuaires parmi lesquels le monastère féminin Saint Nicolas ainsi que les églises Saint Nicolas situées dans le quartier des Blachernes, de Galata, de Bogdan Séraï, de Djoubali, de la porte de Topkapı et de Psamathia.
À la fin du XVe siècle, en action de grâce envers le saint protecteur de ses États pour avoir sauvé son duché de Lorraine des griffes du duc de Bourgogne Charles le Téméraire, qui avait même trouvé la mort lors de la bataille de Nancy le 5 janvier 1477, le duc René II, fit reconstruire l'église du bourg de Saint-Nicolas-de-Port qui était déjà dédiée au saint évêque. Dès 1481 débutèrent les travaux et une basilique d'un majestueux gothique flamboyant remplaça les églises précédentes.
En 1622, le duc Henri II de Lorraine obtient du pape Grégoire XV l'érection d'une église pour ses sujets résidant à Rome. Cette élégante église baroque sise près de la place Navone est logiquement dédié au saint protecteur de la « nation Lorraine » et se nomme église Saint-Nicolas-des-Lorrains.
En 1822 la première église au monde édifiée pour l'Église grecque-catholique melkite, l'église Saint-Nicolas-de-Myre de Marseille est la première église orientale de cette ville.
L'église St. Nicholas Greek Orthodox Church a été reconstruite sur le site du mémorial du 11 Septembre à New York.

#### Localités
Il est saint patron (c'est-à-dire modèle et protecteur) de la Russie, de la Grèce et de nombreuses villes de la chrétienté comme Amsterdam, l'église Saint-Nicolas de Pefkákia à Athènes, Agios Nikolaos (en Crète), la ville de Houilles (près de Paris), la commune de Saint-Nicolas-de-Port en Lorraine qui détient une relique depuis le XIe siècle, la ville de Fribourg, la ville d'Eupen en Belgique, l'île de Terre-de-Bas aux Saintes et la ville de Bari en Italie. Il est également patron de la Lorraine depuis 1477, date de la bataille de Nancy, et du Processionnal à l'usage du diocèse de Nancy et de Toul.
Saint Nicolas est le patron de 65 paroisses en Lorraine (23 en Moselle, 16 en Meuse, 14 en Meurthe-et-Moselle et 12 dans les Vosges), mais aussi de 95 en Picardie, 86 en Champagne-Ardenne et 66 dans le Nord-Pas-de-Calais.

#### Professions et groupes sociaux
Suivant les régions, les notaires se placent sous la protection de saints différents parmi lesquels saint Lazare, saint Luc, sainte Catherine, mais le plus souvent saint Nicolas, saint Marc et saint Yves. De nos jours encore, c'est autour du 9 mai (Saint-Nicolas d'été) et du 6 décembre (Saint-Nicolas d'hiver) que se situent les principales assemblées de notaires. Sans doute cet évêque a-t-il été choisi par les notaires de Paris pour avoir doté trois jeunes filles pauvres qui risquaient de devoir se prostituer pour subvenir à leurs besoins. À Paris, les avocats sont également placés sous sa protection, alors que les autres barreaux se placent sous celle de saint Yves.
Saint Nicolas est le patron (protecteur) : 
- des écoliers, des enfants de chœur[38] et d'une manière générale, des enfants[39],
- des étudiants[40], en Belgique il y a d'ailleurs la Saint-Nicolas des étudiants qui est fêtée,
- des marins et bateliers[35],
- des avocats (particulièrement du barreau de Paris)[41],
- des kinésithérapeutes[42],
- des prêteurs sur gages[43],
- de l'Université de Valladolid en Espagne,
- des hommes célibataires : (de même que les filles célibataires de 25 ans « coiffent » sainte Catherine le 25 novembre) les jeunes hommes non mariés qui atteignent la trentaine fêtent saint Nicolas le 6 décembre. À cette occasion, selon les différentes traditions régionales, ils sont tenus de s'affubler de pyjamas, bonnets de nuits ou de sabots,
- des filles qui cherchent à se marier[35], à la suite du miracle des trois vierges
- des commerçants, des charcutiers, des pharmaciens, des parfumeurs, des pontonniers, des boulangers[43]...

#### Confréries
En Lorraine, de nombreuses confréries professionnelles ou de dévotion sont dédiées à saint Nicolas ; on peut citer celle, fondée en 1614 qui regroupe les juristes de Nancy ou alors celle destinée à révérer les morts de la paroisse Saint-Pierre de Verdun, créée en 1683. Vingt-sept des 867 confréries de la Meuse sont dédiées à saint Nicolas ; elles sont 46 dans les Vosges sous l'Ancien Régime.

## Dans la culture populaire
Sa commémoration chrétienne le 6 décembre est une fête très populaire dans bien des pays du monde, célébrée en : Allemagne, Autriche, Belgique, Bulgarie, Croatie, dans le nord et l'est de la France notamment en Lorraine dont il est le Saint patron, Luxembourg, Pays-Bas, Pologne, République tchèque, Roumanie, Royaume-Uni, Slovaquie et Suisse.

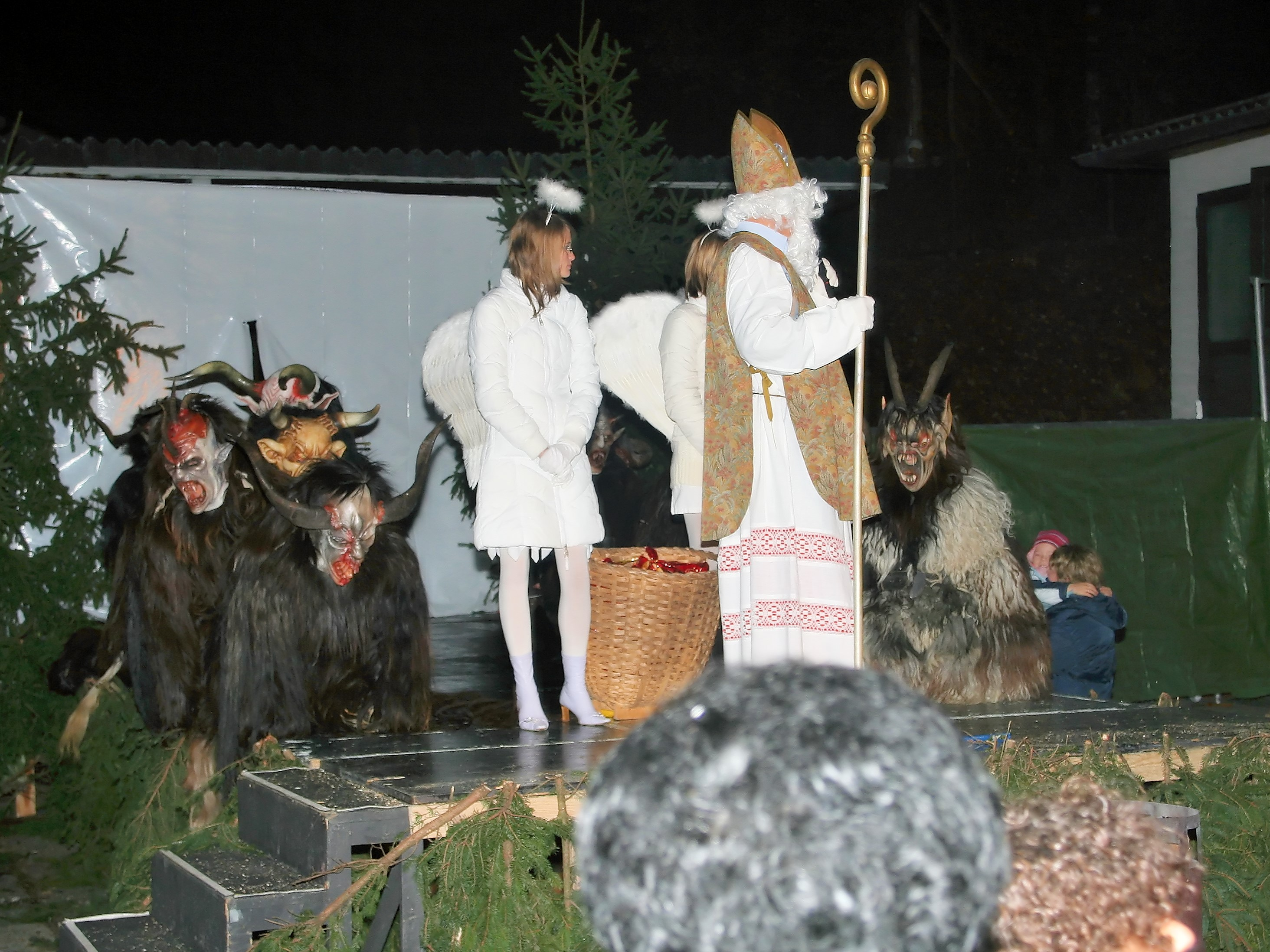
Saint Nicolas distribuant des cadeaux aux enfants, accompagné de Krampus et d'anges (Salzbourg, Autriche).

À la Saint-Nicolas, la tradition veut que les enfants sages durant l'année reçoivent des friandises, de nature variable selon les régions, et des cadeaux. Ceux qui n'ont pas été sages se voient offrir un martinet par le père Fouettard, ce qui est rare, car il est possible de leur pardonner s'ils se repentent.

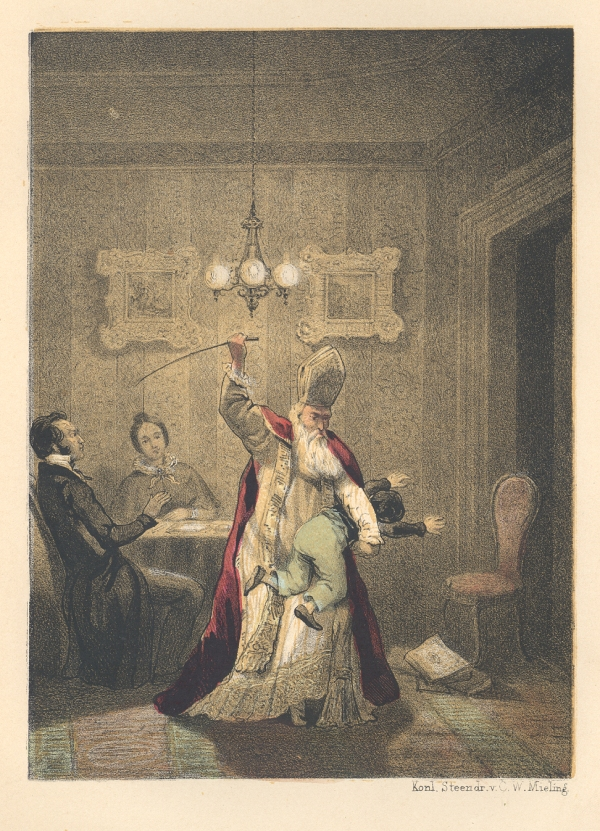
Sinterklaas (Santa-Klaus, futur père Fouettard ou père Noël) fouette l'enfant, Contes de Saint-Nicolas pour la jeunesse, Pays-Bas, 1849

Afin de commémorer la dotation des trois jeunes filles, les enfants reçoivent une orange à la Saint-Nicolas, anciennement appelée pomme d'or.
La légende de saint Nicolas est à l'origine du personnage du Père Noël : les Hollandais exportèrent au XVIIe siècle la fête de Sint Niclaes ou Sinterclaes à La Nouvelle-Amsterdam (aujourd'hui New York), où, par déformation, « Sinte(r)claes » devint « Santa Claus ».
Selon certaines traditions :
- Le père Fouettard qui accompagne saint Nicolas serait en fait le boucher de l'histoire. Pour lui faire regretter son méfait, Nicolas l'aurait condamné à l'accompagner lors de sa distribution de récompenses. Incorrigible, le boucher s'arrogea le droit de punir les enfants désobéissants.
- Une morale de la comptine, peut-être plus tardive, mais plus heureuse, fait s'enfuir le boucher ; saint Nicolas l'interpelle et lui dit que s'il se repent, Dieu lui pardonnera.
- Tardif, le père Fouettard serait une invention des Messins: en 1552, après l'annexion de leur ville par le roi Henri II de France et la mise en place du protectorat français, la ville se trouve assiégée par les Impériaux, en pleine période de festivité de la Saint-Nicolas. De là leur serait venue l'idée de se moquer de l'assiégeant, Charles Quint, en le représentant sous les traits du boucher de la légende de saint Nicolas.

### Belgique et Pays-Bas
Le 6 décembre en Belgique et le 5 décembre aux Pays-Bas, Sinterklaasfeest, la fête de Saint-Nicolas, est l'un des événements les plus importants de l'année pour les enfants. Un homme déguisé en Saint-Nicolas circule dans les rues des grandes villes, sur le dos de son cheval (nommé Amerigo aux Pays-Bas ou Slecht-Weer-Vandaag en Belgique, ce dernier signifie ‘mauvais temps aujourd’hui’) accompagné d'un ou plusieurs père Fouettard, en néerlandais Zwarte Pieten aujourd'hui drapé dans des étoffes colorées et grimés de noir (traditionnellement grâce à un bouchon de liège brûlé)
, en distribuant des friandises et des gâteaux (par exemple les « speculaas », ou speculoos en Belgique) aux enfants. Le jour où se déroule la fête les enfants se lèvent et découvrent, comme à Noël, un cadeau, des bonbons, des chocolats et des gâteaux en forme de Saint-Nicolas. Dans les écoles, il est fréquent que les élèves reçoivent soit un cadeau, soit un paquet de bonbons. Saint Nicolas étant le patron des écoliers, chants, musiques et danses rythment la journée. En Belgique, certaines entreprises distribuent le 6 décembre un petit colis contenant speculoos, chocolats et mandarines à leur personnel.
Saint-Nicolas est une manifestation encore très vivante en Belgique et aux Pays-Bas, aussi importante que Noël. Une expression belge est liée au saint : « Au crépuscule lorsque les nuages et le ciel sont presque rouges, on dit aux enfants que saint Nicolas est en train de cuire ses spéculoos ».

### France
La fête de Saint-Nicolas le 6 décembre est, en Picardie, en Flandre, en Alsace et surtout en Lorraine une tradition très vivace. Les enfants des écoles reçoivent des oranges et une brioche en forme de bonhomme connue sous le nom de mannele (ou mannala).

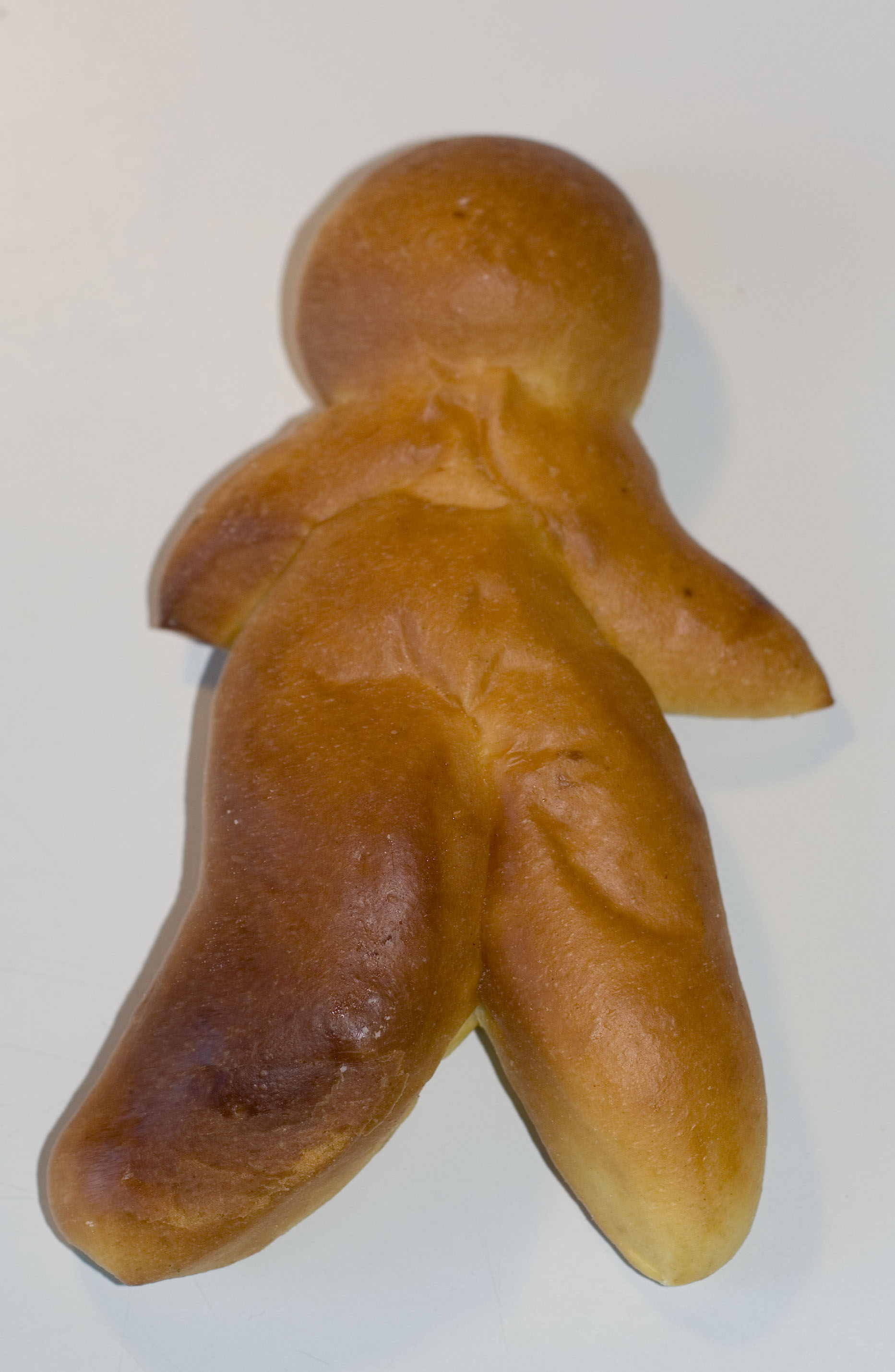
Mannele alsacien

#### Lorraine et Alsace

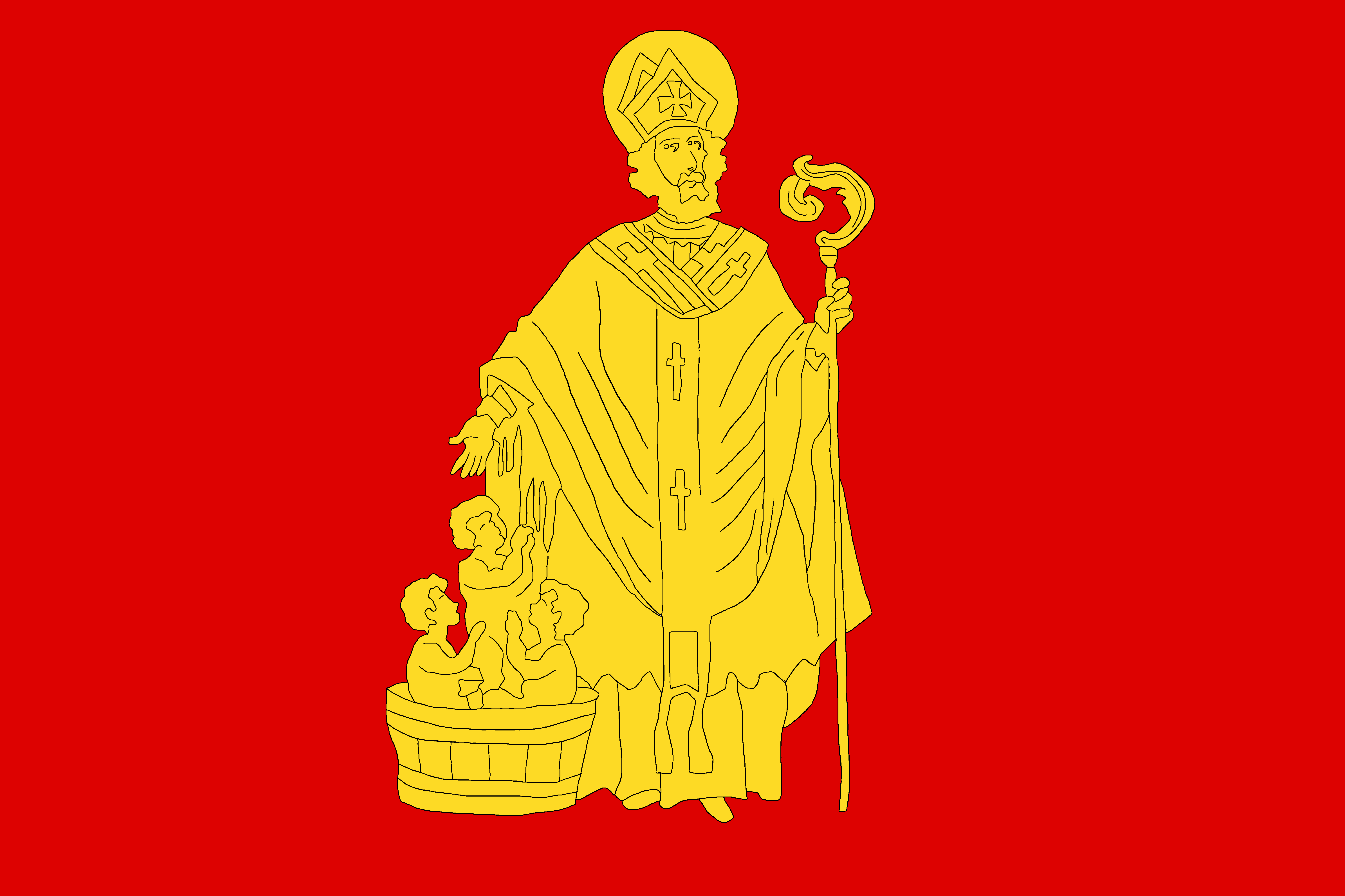
Drapeau à l'effigie de Saint-Nicolas

Chaque année, le samedi le plus proche de la fête de Saint-Nicolas, a lieu le pèlerinage de Saint-Nicolas-de-Port, en mémoire du sauvetage du sire de Réchicourt.
Saint Nicolas visite les maisons dans la nuit du 5 au 6 décembre, souvent accompagné de son âne, et gratifie les enfants sages de friandises et de cadeaux ; les enfants moins sages ont souvent droit à une démonstration de miséricorde. En Lorraine germanophone, saint Nicolas (da Nikloos en dialecte, Sankt-Niklaus en allemand) est accompagné selon la tradition de son assistant Rupelz ou Rüpelz, équivalent du père Fouettard. Plus largement, dans chaque ville ou village de Lorraine défile un corso en l'honneur de saint Nicolas.
En Alsace, lors de la Saint-Nicolas sont confectionnés des manneles (Bas-Rhin) ou mannalas (Haut-Rhin), petits pains au lait servant à représenter le saint. Ailleurs, des saint Nicolas en pain d'épice et chocolat sont aussi produits.

#### Picardie
La nation de Picardie qui avait pour patron saint Nicolas, évêque de Myre, était représentée dans les Universités d'Orléans, de Poitiers et de Bourges.
Chaque années, Saint-Nicolas descend du beffroi d'Arras, cette tradition reste très ancrée dans la culture locale. Les coquilles de Saint-Nicolas sont fabriqués à Tincques en Ternois.

### Suisse
Le canton et la ville de Fribourg (catholiques) fêtent Saint-Nicolas au début décembre. À Fribourg un grand cortège est organisé qui conduit le saint, traditionnellement incarné par un étudiant du Collège Saint-Michel, sur le balcon de la tour de la cathédrale qui lui est dédiée. Il y prononce un prêche à l'adresse des enfants, mais surtout articulé autour d'un analyse critique de l'actualité locale et internationale, affectueuse mais aussi très pastorale.
L'église clunisienne de Rougemont, dans le Canton de Vaud, lui est dédiée.

### Dans l'art populaire
Saint Nicolas est une image très populaire dans les carreaux de poêle de Lorraine ; il y est représenté avec une mitre, une cape, des vêtements liturgiques, une crosse épiscopale, orné des trois boules et avec les trois enfants. Des carreaux ont été retrouvés à Pompey, Nomeny, Châtel-Saint-Germain et Metz ; dans les deux premières localités, l'image est inversée par erreur, avec saint Nicolas bénissant de la main gauche ; d'autres différences d'exécution laissent penser à deux ateliers distincts.
Dans un autre style, saint Nicolas est aussi populaire parmi les peintures sous verre, type d'art essentiellement produit en Alsace, Suisse, Allemagne du Sud et Bohème à destination d'une clientèle rurale, même s'il n'est pas le saint le plus fréquent. Il y est représenté avec les trois enfants et parfois, les trois bourses de la dot des trois jeunes filles.
Saint Nicolas est très présent dans les cires habillées, une spécialité quasi exclusivement nancéienne de dévotion à destination d'un public urbain aisé. Saint Nicolas y est représenté avec les trois enfants et, comme d'autres saints, richement vêtu de brocart scintillant, dentelles, broderies d'argent, tenant une crosse d'or, bouclé et poudré.

## Dans la culture profane

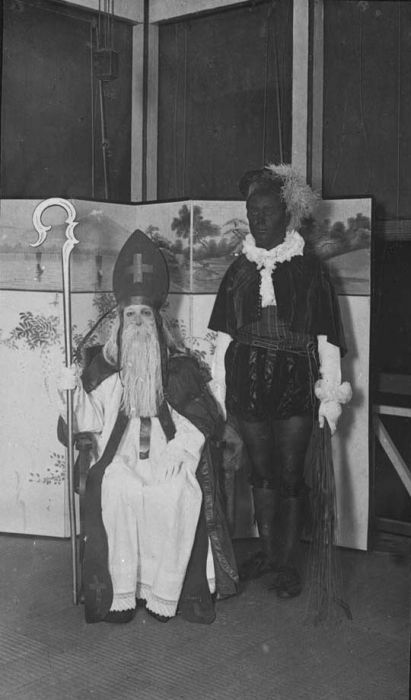
Saint Nicolas et son acolyte Zwarte Piet aux Pays-Bas en 1917.

- La légende des trois petits enfants du saloir est souvent jouée dans les mystères au Moyen Âge.
- Le compositeur britannique Benjamin Britten a écrit en 1948 une Cantate St Nicolas pour ténor solo, quatre voix d'enfants, chœur mixte, orchestre à cordes, deux pianos, percussions et orgue.
- Jochen Gerner dessine saint Nicolas dans sa bande-dessinée documentaire Le saint patron, L'Association, coll. Ciboulette, 2004.
- Le Théâtre de Pérolles à Fribourg (Suisse) a créé en 2010 une pièce de Julien Chavaz avec Jean Winiger consacrée à la Tradition de la Saint-Nicolas à Fribourg: Saint Nicolas est amoureux.
- Le film néerlandais Sint décrit un saint Nicolas tueur d'enfants. Ce film provoque une polémique à sa sortie en décembre 2010.
- L'évêque Nicolas de Myre tient un rôle important dans le deuxième tome de la trilogie Capucin (2007) de Florence Dupré la Tour. En dépit d'une apparence inquiétante (robe noire, voix glaciale et peau violacée), il reste un personnage positif et on le voit ressusciter les trois petits enfants de sa légende.
- Une lithographie de Jean-Jacques Waltz, alias Hansi ou Oncle Hansi (1873-1951) illustre le passage de saint Nicolas à Colmar (Haut-Rhin) devant la Maison des Têtes et devant la charcuterie des frères Fincker (1938).
- Timbre-poste : la basilique de Saint-Nicolas-de-Port (Meurthe-et -Moselle). République française. Postes 1974 (dessin et gravure de René Quillivic). Saint Nicolas est représenté avec les trois enfants dans un cuveau, selon la statue du XVIe siècle au trumeau du grand portail de la basilique, attribuée à Claude Richier. Il est sans barbe, conforme à la représentation ancienne (Renaissance), qui pourrait cependant être spécifique à la Lorraine (voir aussi le paragraphe Vitraux).